# Olaszország építészete
Olaszország építészetének stílusai és irányzatai változatosak, mivel 1861-ig több állam volt a területen. Jelentős építészeti hagyományáról ismert, mint például a boltívek, a boltozatok, az ókori római építészet, a 14-16. századi reneszánsz vagy a palladianizmus, amely a 17. századtól kezdve más építészeti mozgalmakat is inspirált a kontinens országaiban, sőt az Egyesült Államokban is. 
Az Itáliában kialakult építészet nagymértékben befolyásolta a világ művészeti mozgalmait, különös tekintettel Bramante és Palladio 15. és 16. századi újításaira. 

## Ókori római építészet
A görög építészet (amely sok mindent hagyott hátra Magna Graeciában, Agrigento, Selinunte és Paestum templomaiban) és az etruszkok építészete (amely felkeltette Vitruvius figyelmét) hatására a római építészet felvette a maga jellegzetességeit.
A rómaiak magukba szívták a görög befolyást, amely számos, az építészethez szorosan kapcsolódó vonatkozásban nyilvánvaló; például ez látható a római villákban a triclinium étkezési helyként és módként való bevezetésében és használatában. A rómaiak ehhez hasonlóan adósai voltak etruszk szomszédaiknak, akik a jövő építészeti megoldásaihoz, például a hidraulikához és a boltívek építéséhez elengedhetetlen ismeretekkel látták el őket.
A társadalmi elemek, mint például a gazdagság és a nagy népsűrűség a városokban, arra kényszerítették az ókori rómaiakat, hogy új (építészeti) megoldásokat fedezzenek fel. A boltívek és boltozatok alkalmazása, valamint az építőanyagok alapos ismerete lehetővé tette számukra, hogy soha nem látott sikereket érjenek el a közhasználatú impozáns építmények létrehozásában. Kiemelkedő példák a vízvezetékek, a Diocletianus termái vagy a Colosseum. Ezeket kisebb méretben létrehozták a Római Birodalom nagyobb városaiban, és néhány építmény szinte teljesen érintetlenül máig fennmaradt, mint például Lugo városfalai a Hispania Tarraconensisben .

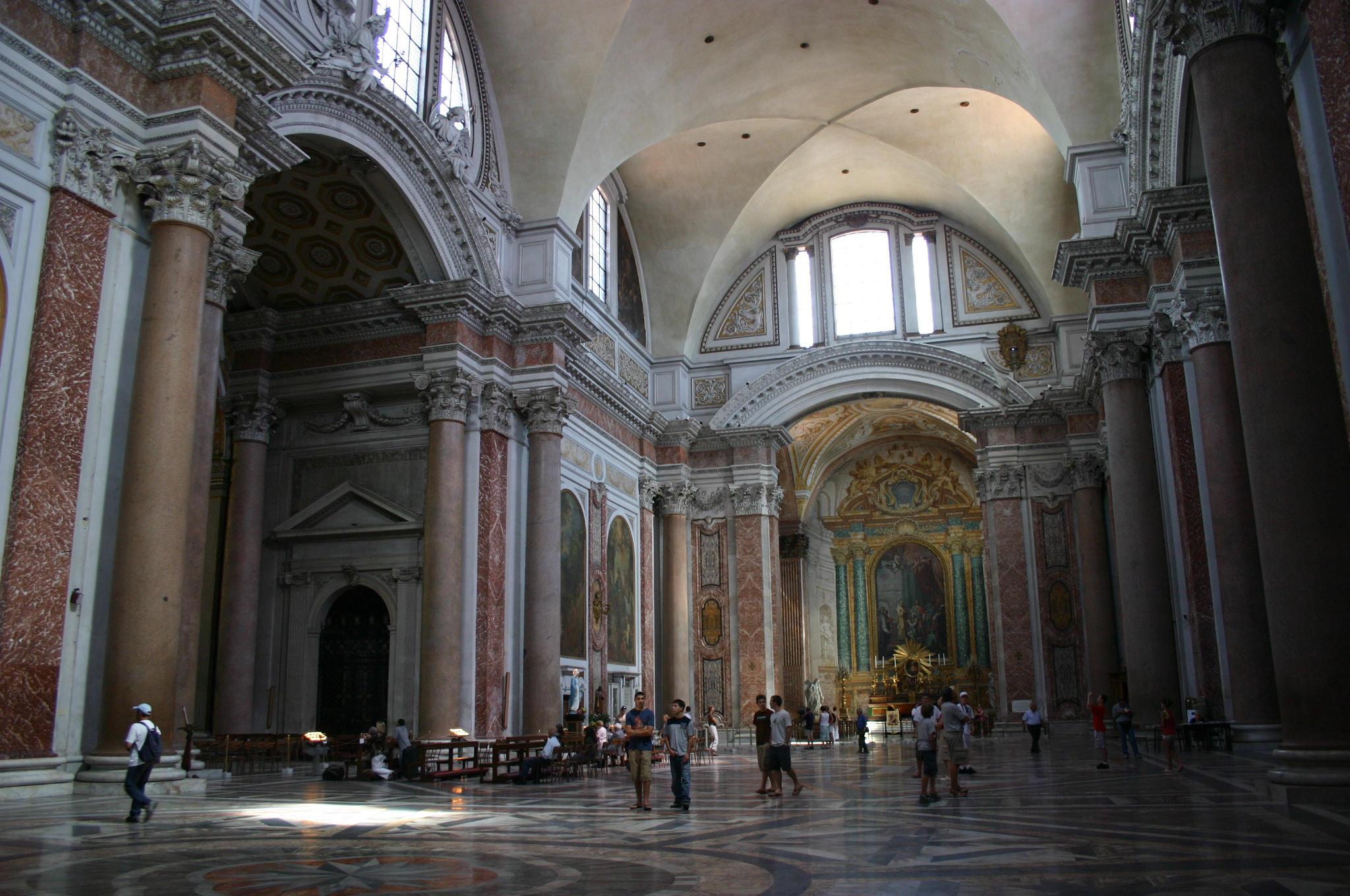
Diocletianus fürdői, ma Santa Maria degli Angeli-bazilika
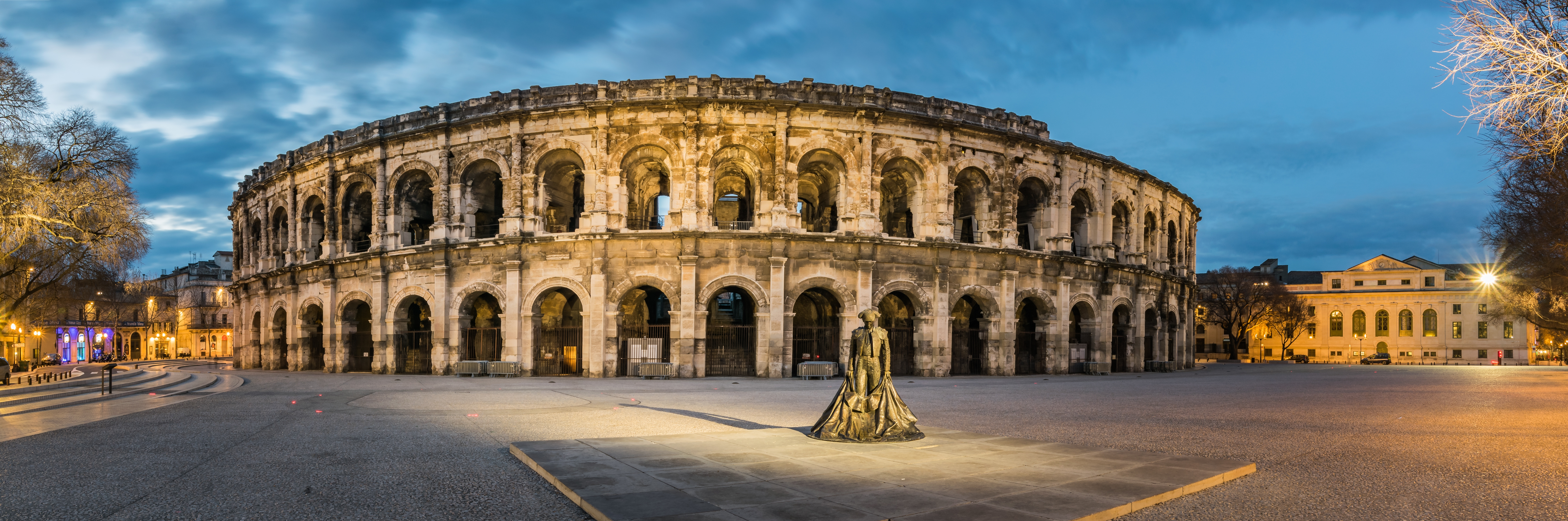
Nîmes-i collosseum, Franciaország (Kr. e. 100 körül)
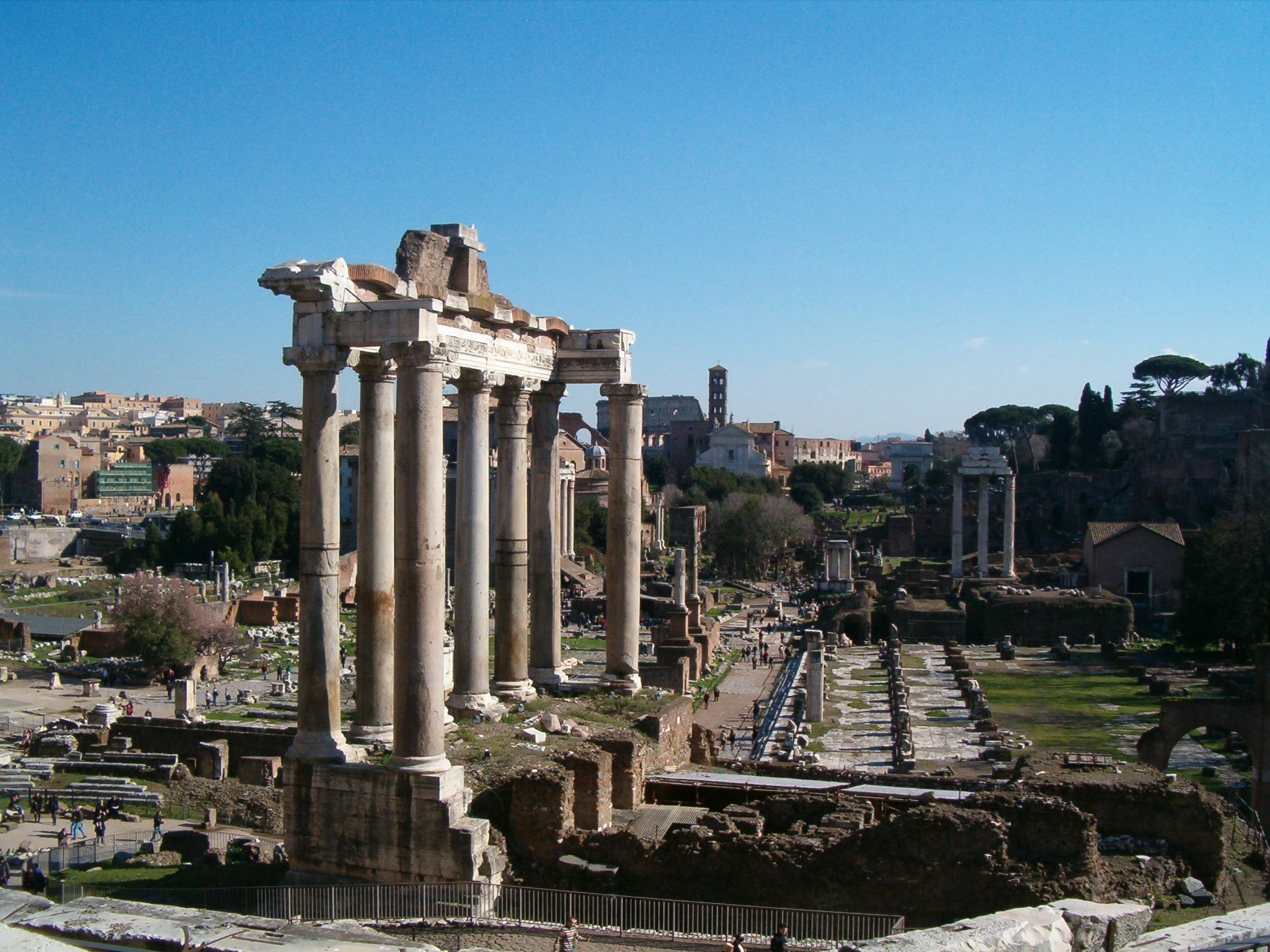
Forum Romanum romjai
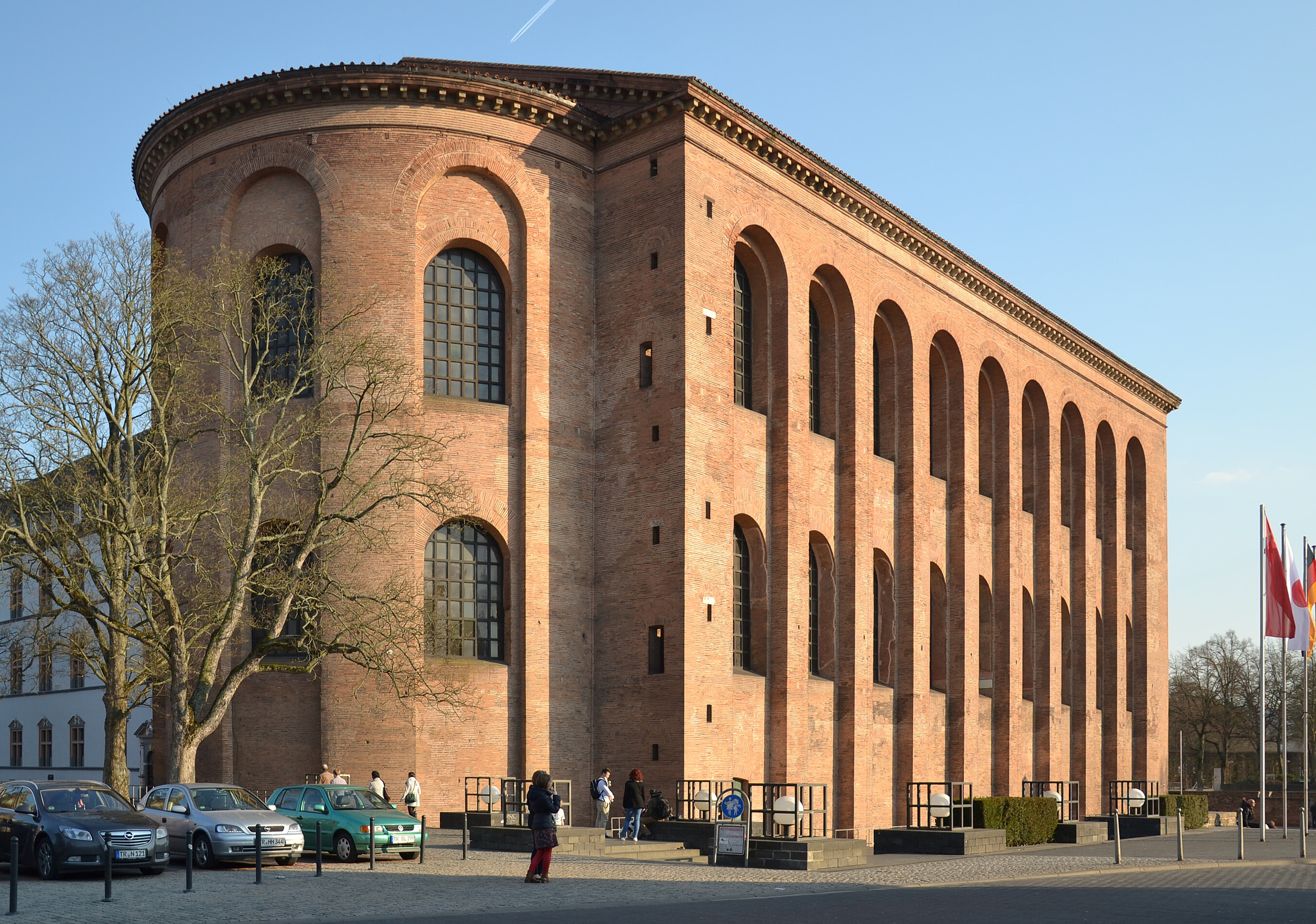
Aula Palatina, Trier, Németország
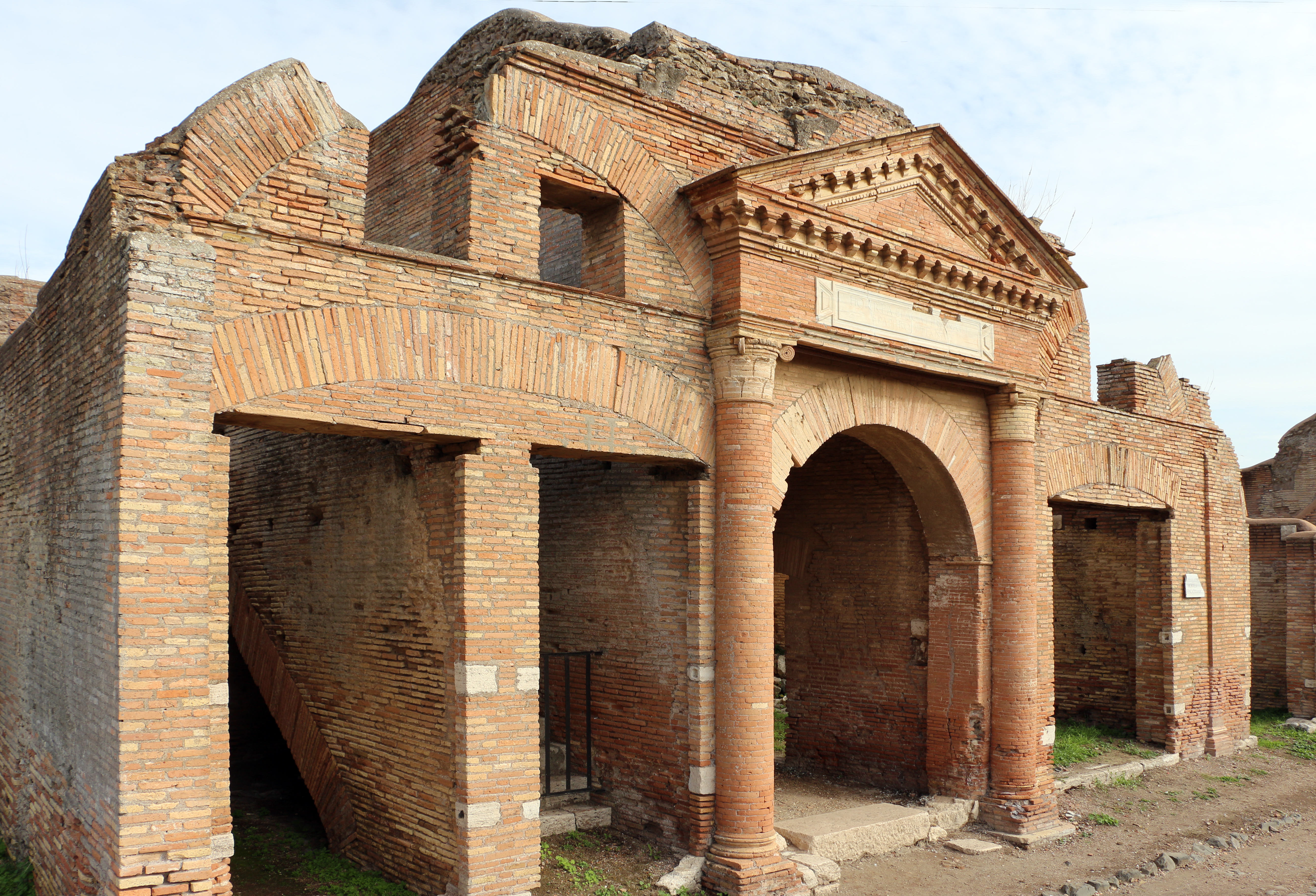
Romok Ostiában
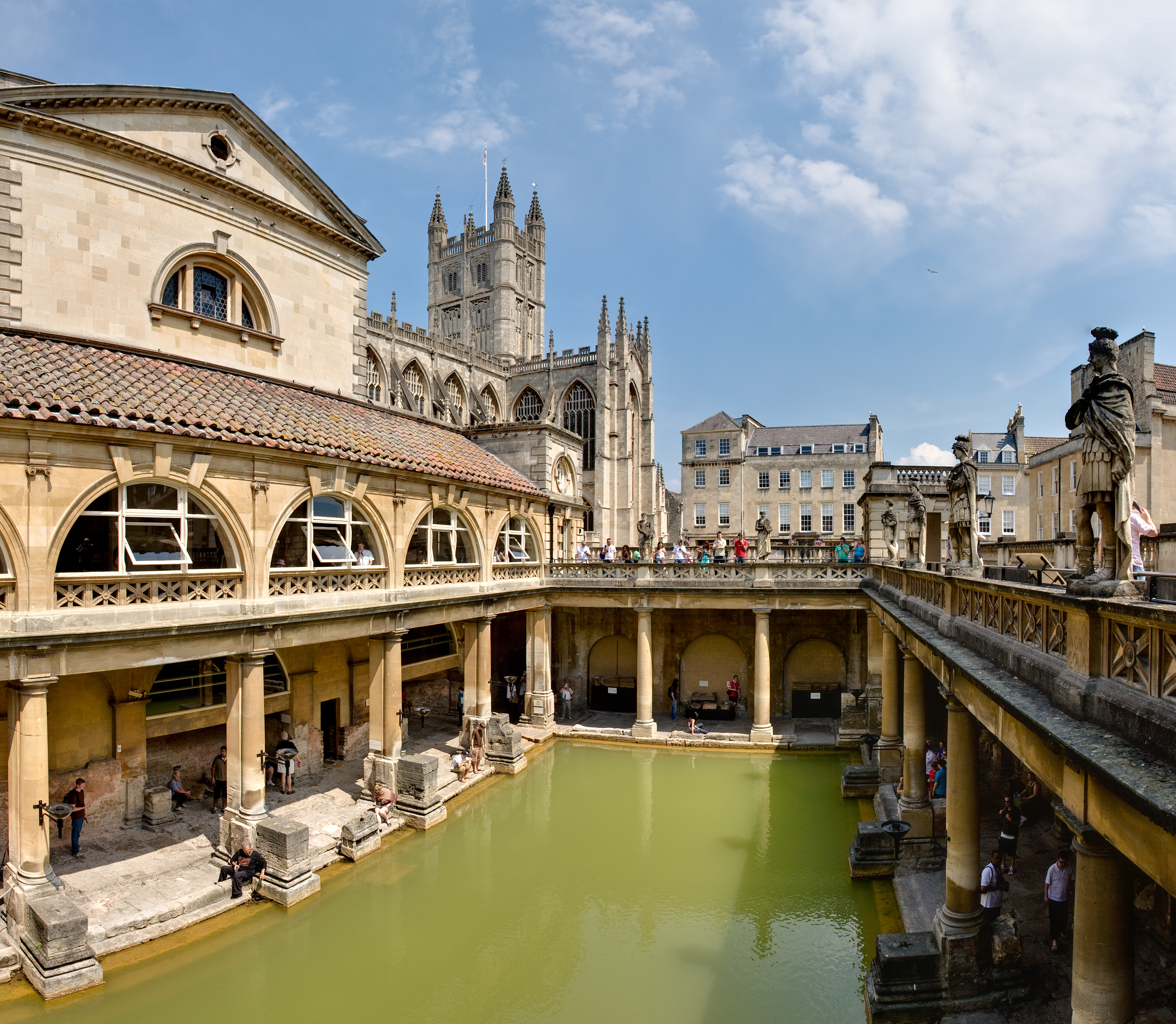
Római fürdő (az előtérben), Bath, Anglia

## Korai keresztény
A Kr. u. II. századtól kezdve a római világbirodalom fényes, de már hanyatlásnak induló műveltségében idegen szellemi erők kezdtek érvényre jutni: a gyermekkorát élő, üldözött, de fanatikus keresztény hit szelleme. A római művészet pompája megtörik, s az új, puritán vallás lassanként új művészi formanyelvet teremt a maga céljaira, amely a rómaiból táplálkozik ugyan, de mindinkább elszakad az antik tradícióktól, kivetkőzik a császári művészet ragyogó köntöséből, s csak az építészet szerkezeteiben, s architektonikus elemeiben él tovább. A plasztikai elem helyére a festői lép, a dekoratív szobrászatot a falfestés és mozaik váltja fel.
A kereszténység első emlékei a katakombák, amelyek a Kr. u. I. sz. második felében jelennek meg először, s még a VI. sz. elején is kimutathatók. Leginkább Rómában fordulnak elő (Callixtus, Priscilla, Domitilla katakombái), de vannak Nápolyban (S. Gennaro) és Syracusában is. 
Istentiszteleteiket az első keresztények magánházakban tartották meg, majd külön épületeket emeltek (ecclesia, oratórium), de ezek nyomtalanul elvesztek. A nagyarányú templomépítés Nagy Constantinus korától, a kereszténység hivatalos elismerésétől (313) datálódik. Kifejlődik a keresztény bazilika, amely hosszú századokon át uralkodó típusa marad a templomépítészetnek. 
Róma ó-keresztény bazilikái közül az öthajós régi Szent Péter-bazilika, amelyet 1506-ban bontottak le, az ugyancsak öthajós S. Paolo fuori, a háromhajós S. Maria Maggiore, S. Sabina, S. Pietro in Vincoli a IV. századból valók; újabbak (V—VII. század) a S. Lorenzo fuori, S. Agnese és S. Maria in Cosmedin, a IX. századból való a S. Prassede, a XII.-ből a S. Clemente; valamennyi többé-kevésbé át van építve.
A bazilika mellett a centrális, köralaprajzú és poligonális (sokszögű) templom típusa is kifejlődött; e típus főleg sírkápolnáknál és baptisteriumoknál fordul elő (Nagy Constantinus leányának, Constantának IV. sz.-beli kupolás sírtemploma, körüljáróval, ma S. Costanza; S. Maria Rotonda, eredetileg baptisterium, Nocera, a Laterán baptisteriuma), de akadnak templomok is (S. Stefano Rotondo Rómában, S. Lorenzo Milánóban; utóbbi az ókeresztény centrális építészet legszebb példája).
Külön csoportot alkotnak Ravenna, az egykori császári főváros emlékei. Az V. századból való két centrális épület: Galla Placidia mauzóleuma, s a S. Giovanni in Fonte baptisterium, a keleti gótok és a Ravennai exarchátus korából (VI—VIII. sz.) a két nagyszerű háromhajós bazilika: S. Apollinare nuovo és S. Apollinare in Classe, a centrális épületek közül Theodorik impozáns mauzóleuma s a ravennai építészet remeke, a bizánci mintán alapuló nyolcszögű S. Vitale, mozaikokkal borított, kupolás belsőjével.
Fölöttébb érdekesek a longobárdok Adria-vidéki, főleg friauli építkezései, amelyek lényegükben ókeresztények ugyan, de germán szellem érvényesül rajtuk, különösen az ornamentikában. Cividale, Aquileia (baptisterium), Parenzo (bazilika), Zára (S. Donato) tartoznak e csoportba.

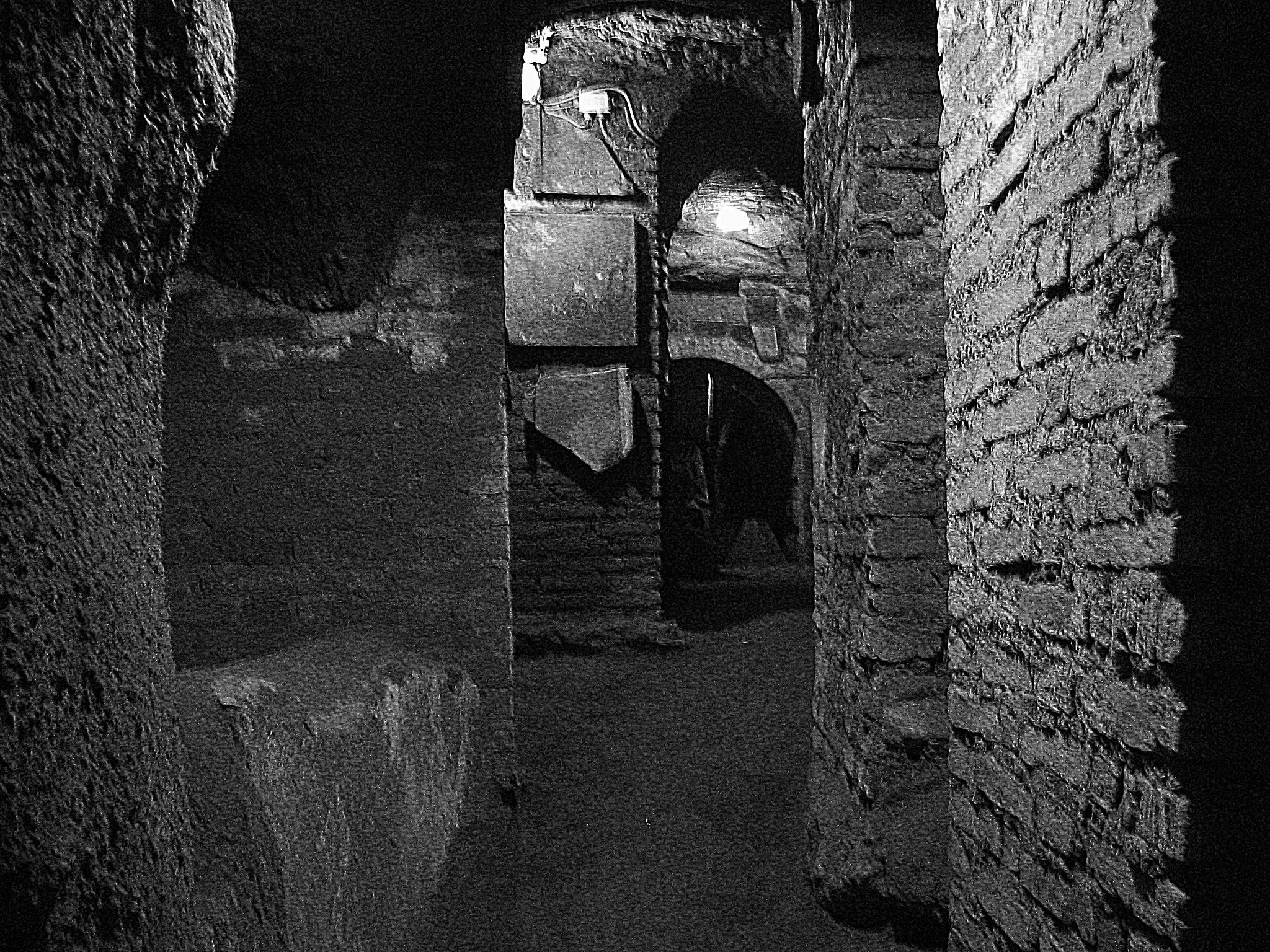
San Sebastiano katakomba, Róma
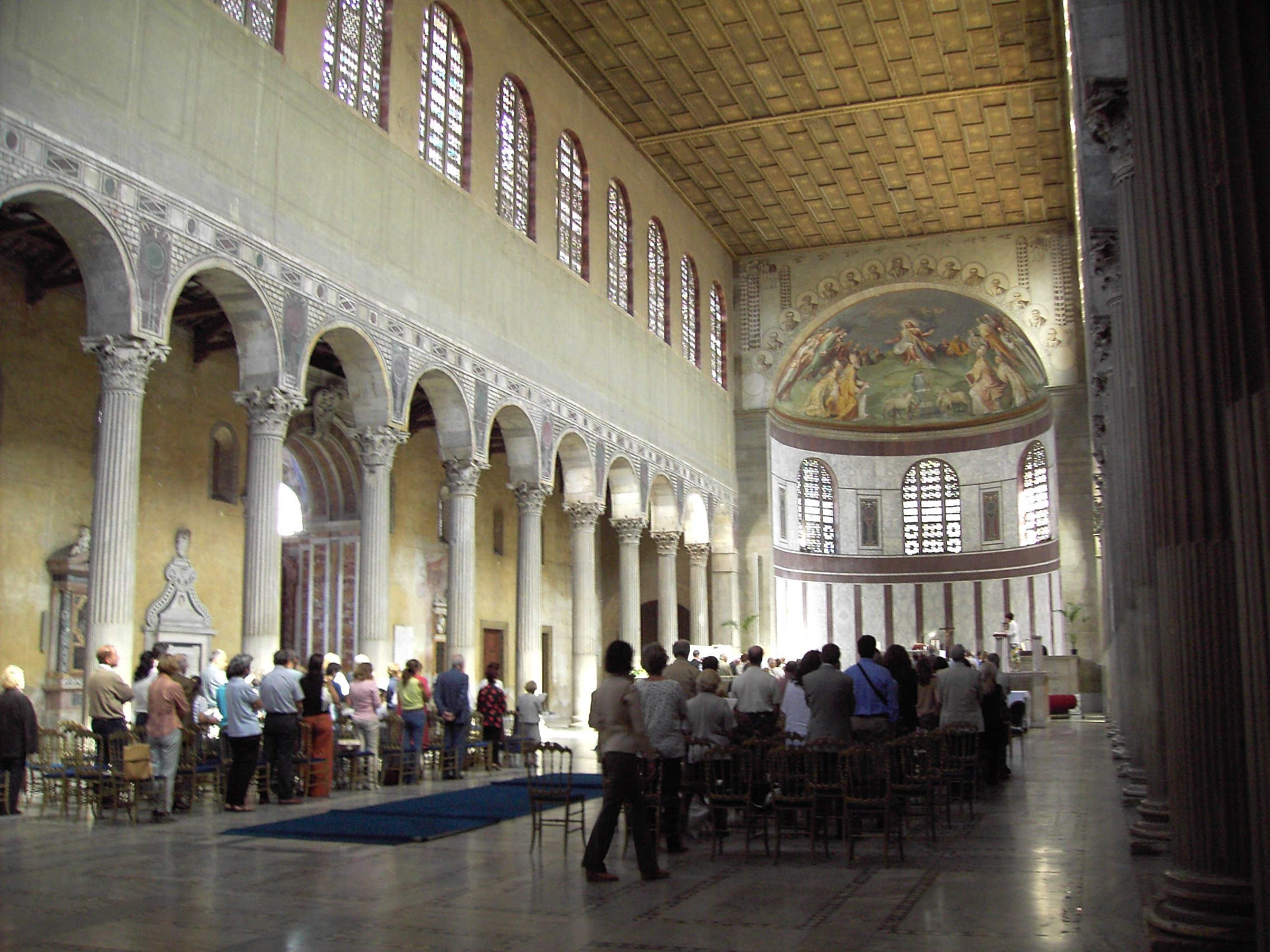
A Santa Sabina bazilikájának korakeresztény belső tere, Róma
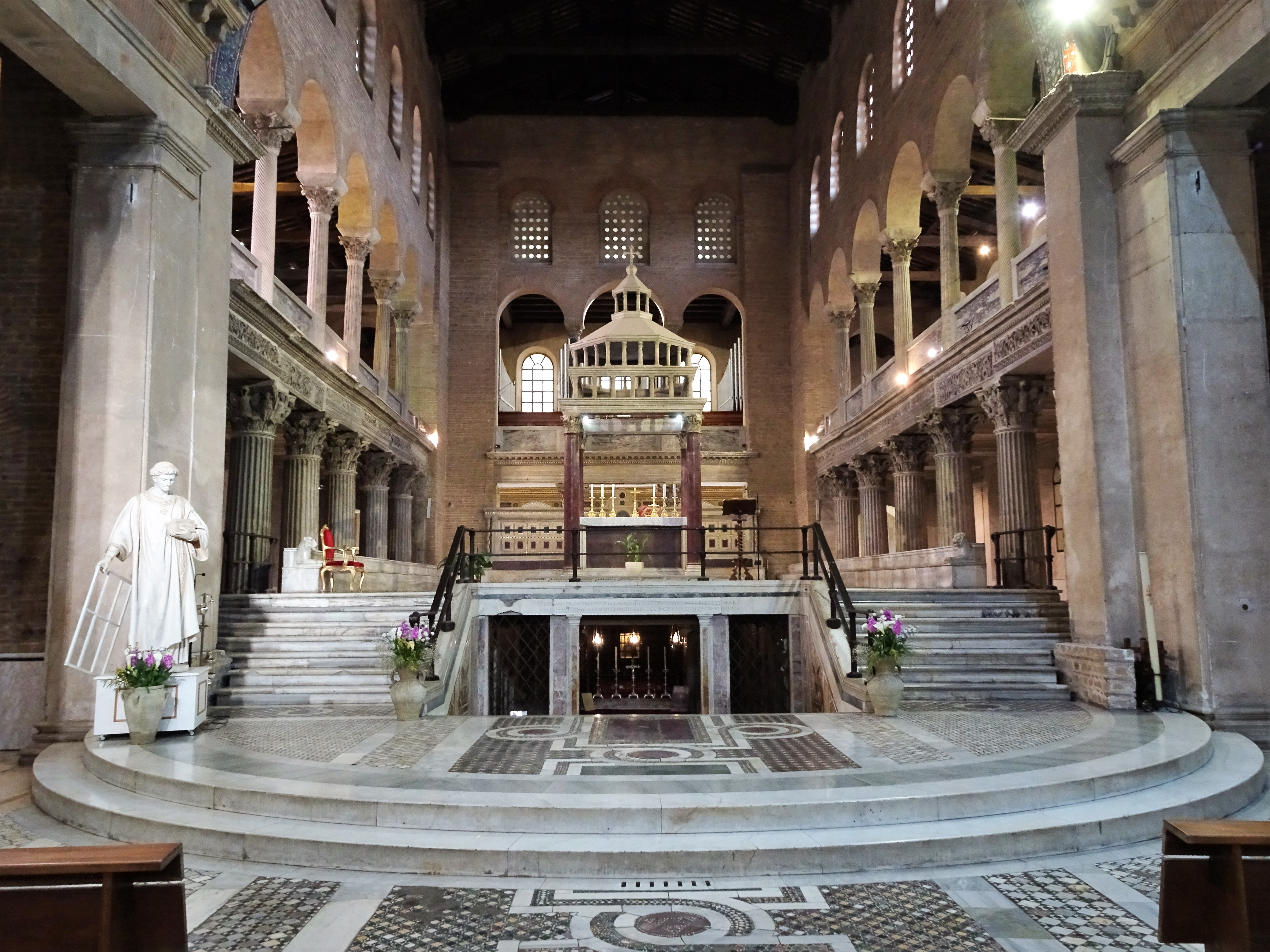
A római San Lorenzo fuori le mura bazilika belseje
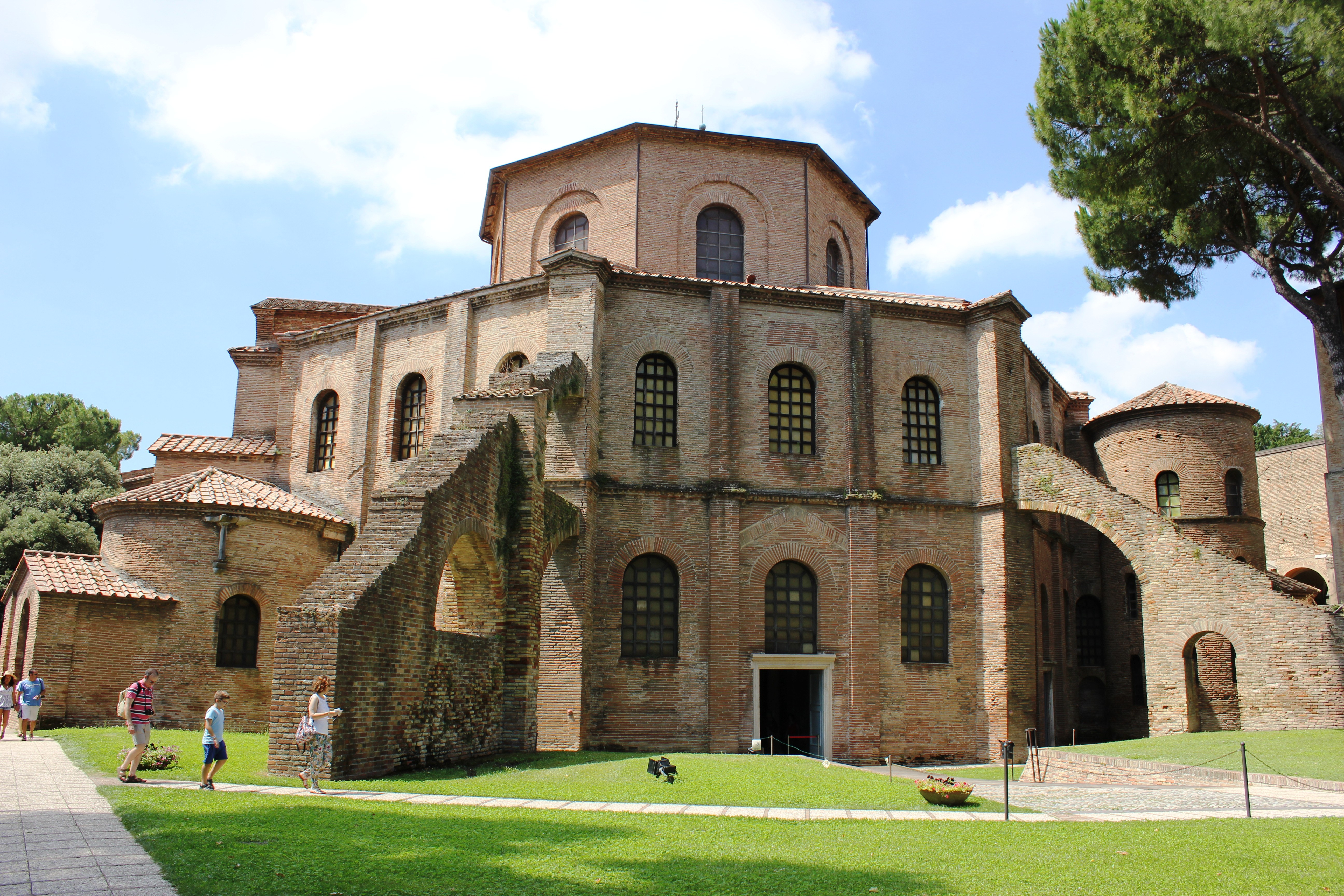
La Basilica di San Vitale, Ravenna
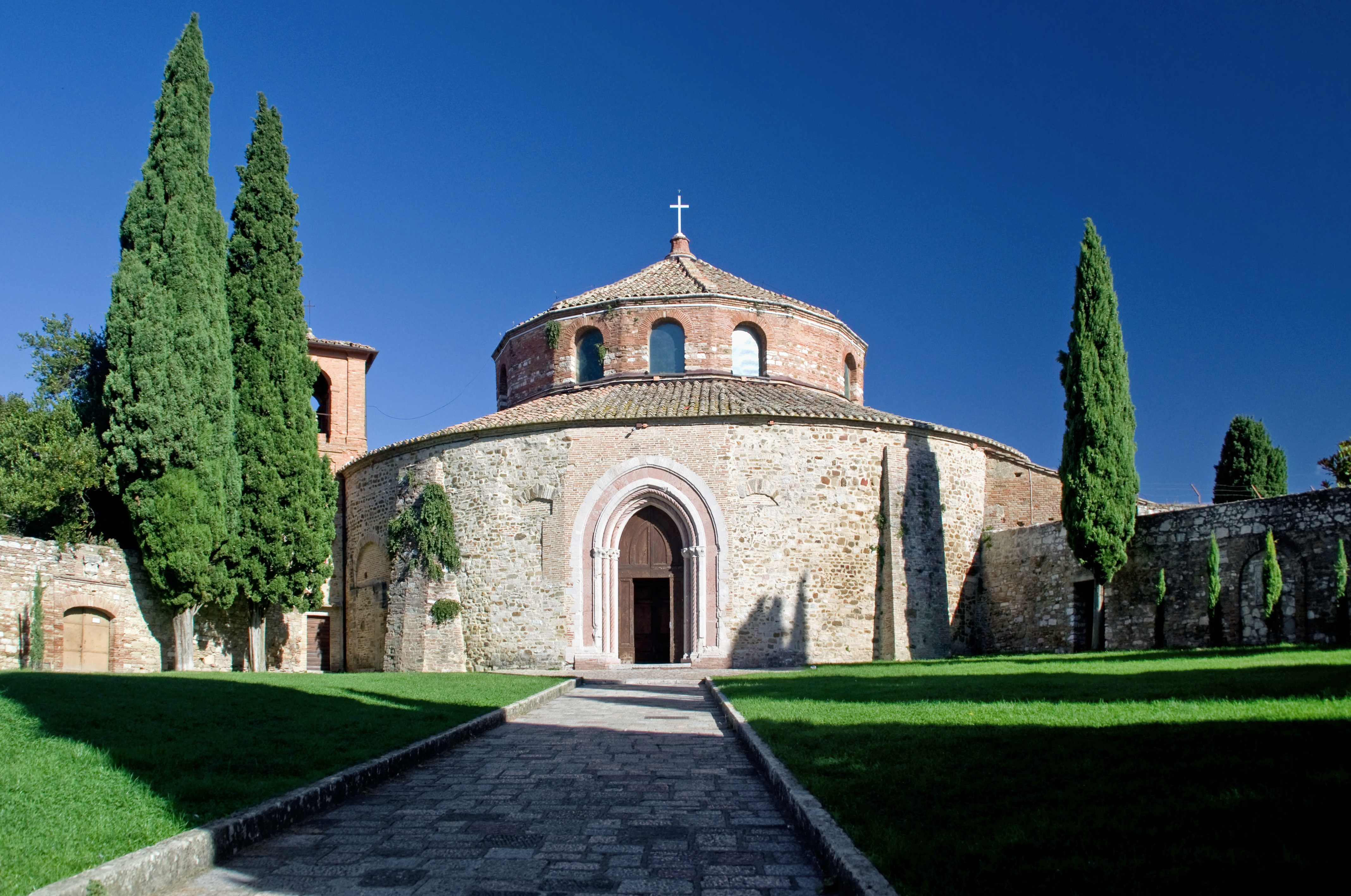
San Michele Arcangelo-templom, Perugia

## Bizánci építészet
A bizánci építészet széles körben elterjedt Itáliában is. Amikor a Nyugatrómai Birodalom 476-ban megbukott, a bizánciak vezették a nyugati világot a kultúra, a művészetek, a zene, az irodalom, a divat, a tudomány, a technológia, az üzleti élet és az építészet tekintetében. A bizánciak életben tartották az építészet és a művészet római elveit, de keletiesebb csavart adtak neki, és híresek voltak a kupoláikról, valamint az aranyozott mozaikok és ikonok gazdagabb használatáról. Mivel a bizánciak egy ideig Szicíliában tartózkodtak, építészeti hatásuk ma is megfigyelhető, például a cefalùi, palermói vagy monrealei székesegyházban, gazdagon díszített templomaikkal.
Bizánci jellegű a velencei Szt. Márk-bazilika (XI. sz.), továbbá a torcellói S. Fosca, a muranói és torcellói dómok ókeresztény oszlopos bazilikák.

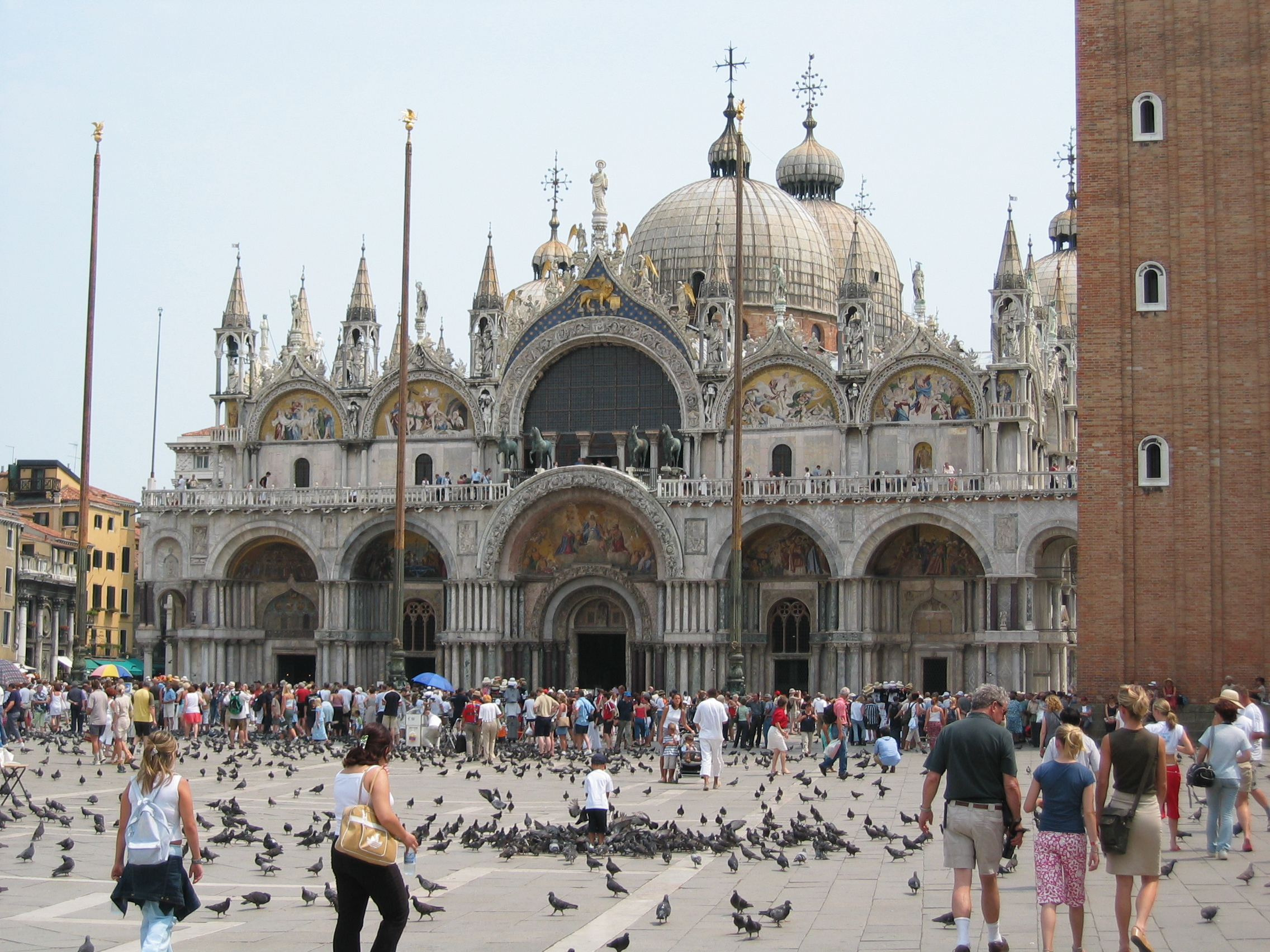
Szt. Márk-bazilika, az itáliai bizánci építészet egyik legismertebb példája
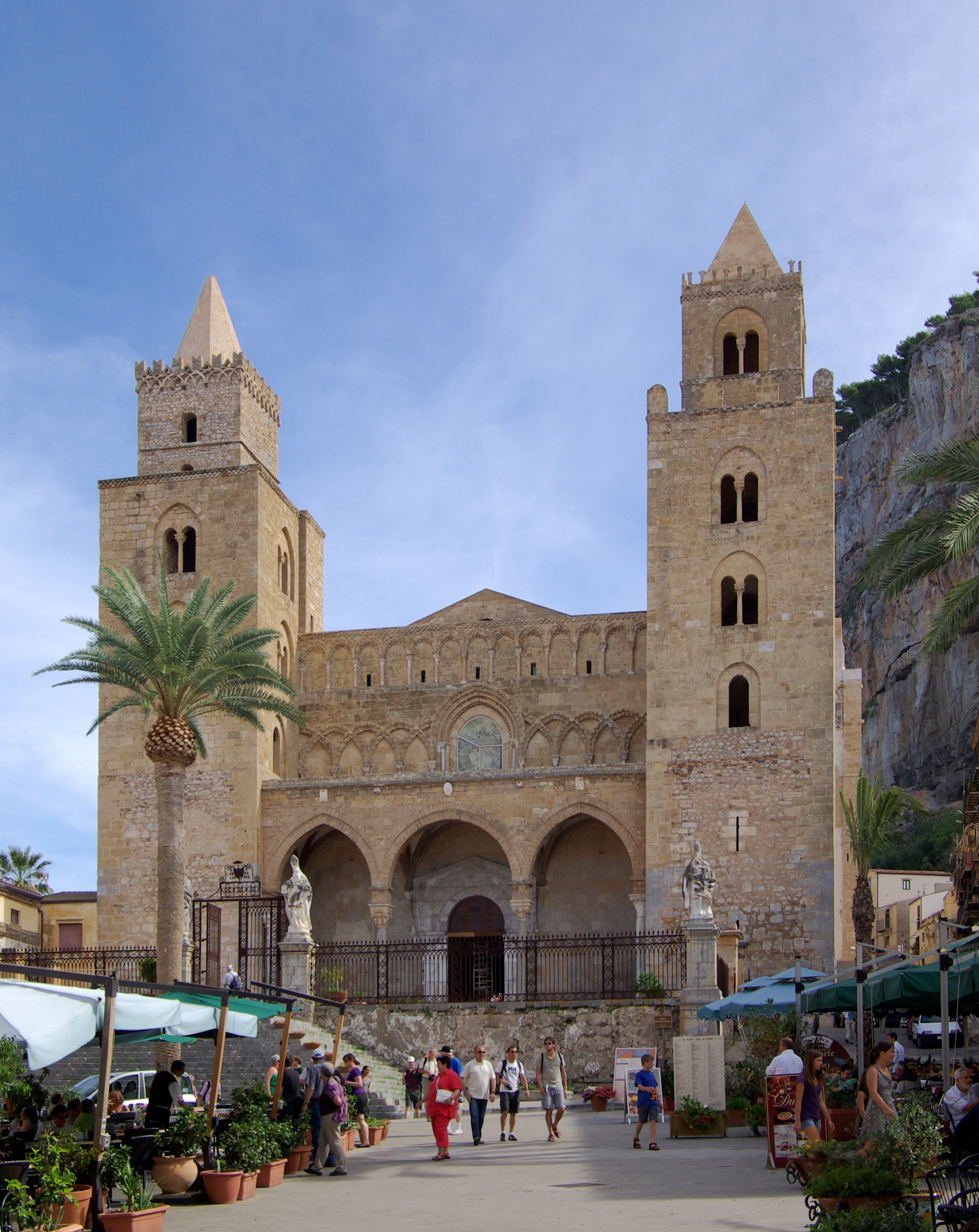
Cefalù katedrálisa
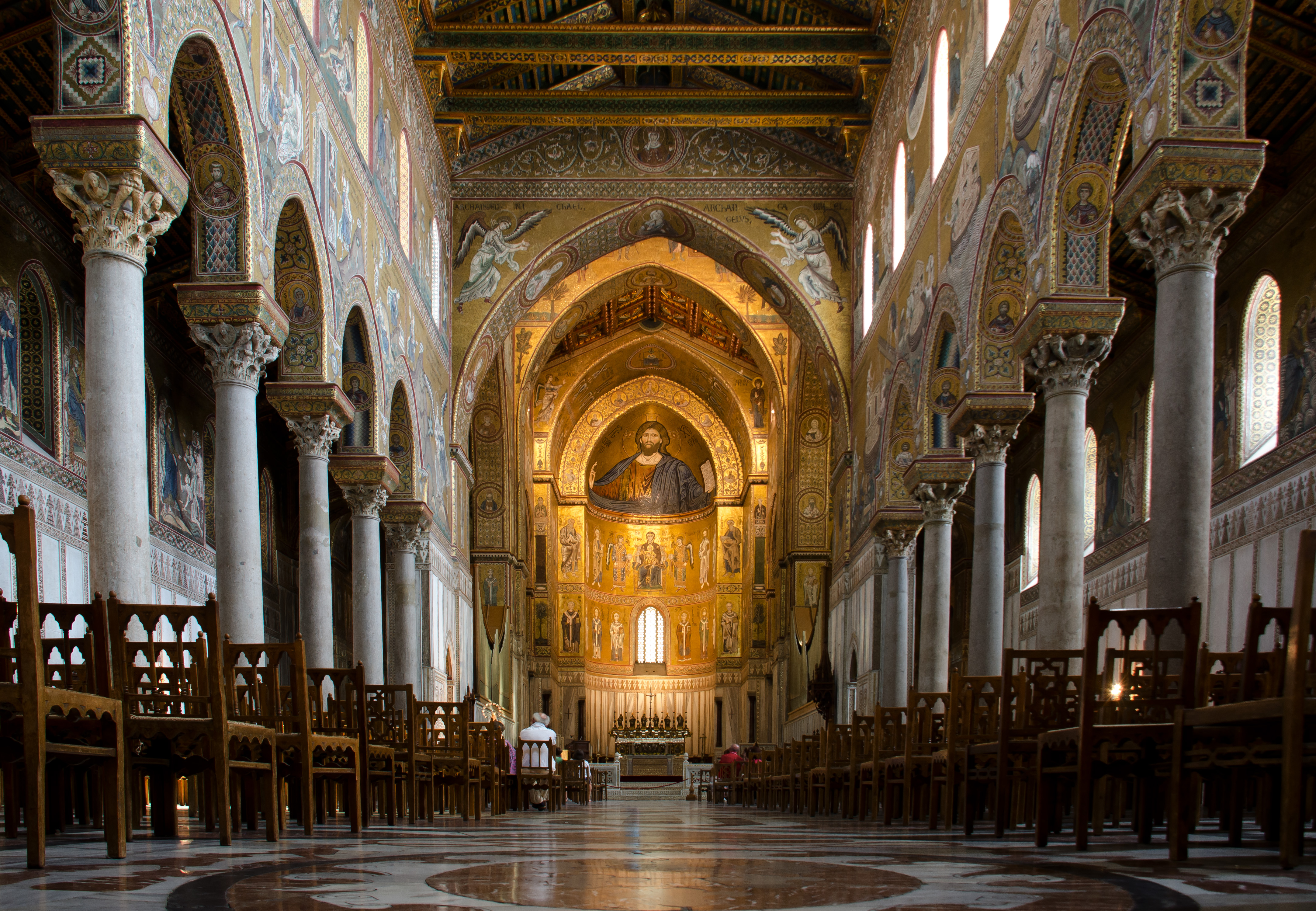
A monreálei katedrális belseje

## Román kor
A román kori művészet sem hozott létre egységes jellegű alkotásokat Itáliában. Északon a longobárdok révén germán elemek jutottak a román építészet formakincsébe, s ezek különösen a részletformákban jutnak érvényre. A templomok rendszerint háromhajós, a XI. század óta keresztboltozatos, pilléres bazilikák; a harangtorony izoláltan van elhelyezve (→ campanile), a homlokzatot, amely egységes vagy háromosztású, ormos lezárás és hatalmas kerékablak jellemzi, s architektonikusan a kapuzat van legerősebben hangsúlyozva.
A fő művek a X—XIII. század közé esnek (Verona: S. Zeno, Milánó: S. Ambrogio, Pavia, S. Michele, Modena, Parma, Piacenza, Cremona és Ferrara dómjai).
Közép-Olaszországban elevenebbek a késő-római és ókeresztény hagyományok, ami döntően nyilvánul meg a formanyelvben; a templomokat, amelyek három- vagy többhajós bazilikák, lapos famennyezettel fedik, a homlokzatok anyaga nemes, gyakran inkrusztált, architektúrájuk gazdagon tagolt, sokszor arkatúrákban feloldott (Pisai dóm a híres ferde toronnyal és baptisteriummal, Lucca, Pistoia dómjai; Firenzében az inkrusztációs homlokzatú baptisterium, S. Miniato háromhajós, bazilikális zárdatemploma; Rómában a XII. sz. végén a Cosmasok dekoratív márványmozaik-művészete a S. Maria in Cosmedia és S. Maria Trastevere-ben, a S. Lorenzo fuoriban, S. Clementében és különösen Civitá Castellana hat ión oszlopos, pompás előcsarnokán). 
Dél-Itália és Szicília román építészetére a normann uralom nyomta bélyegét, ami igen érdekes, antik, bizánci és északi elemekből összetett formanyelvet eredményez. A templomok rendszerint bazilikák, a középhajó famennyezetei, az oldalhajók keresztboltozatosak, nagy súlyt helyeznek a kriptára. Fontosabb emlékek: Bari, dóm és S. Nicola, Molfetta, Trani, Amalfi, Ravello, Salerno,  Bitonto. 
Különösen érdekes Szicília normann kori építészete, amelybe erős arab szellem keveredett; ez egyes díszítő és formai elemeken kívül az olykor teljesen keleti jellegű kupolákban is érvényesül (Palermo, dóm, Cappella Palatina, S. Giovanni degli Eremiti, Martorana és S. Cataldo, Monreale és Cefalù nagyszerű katedrálisai, kiválóan szép keresztfolyosókkal).

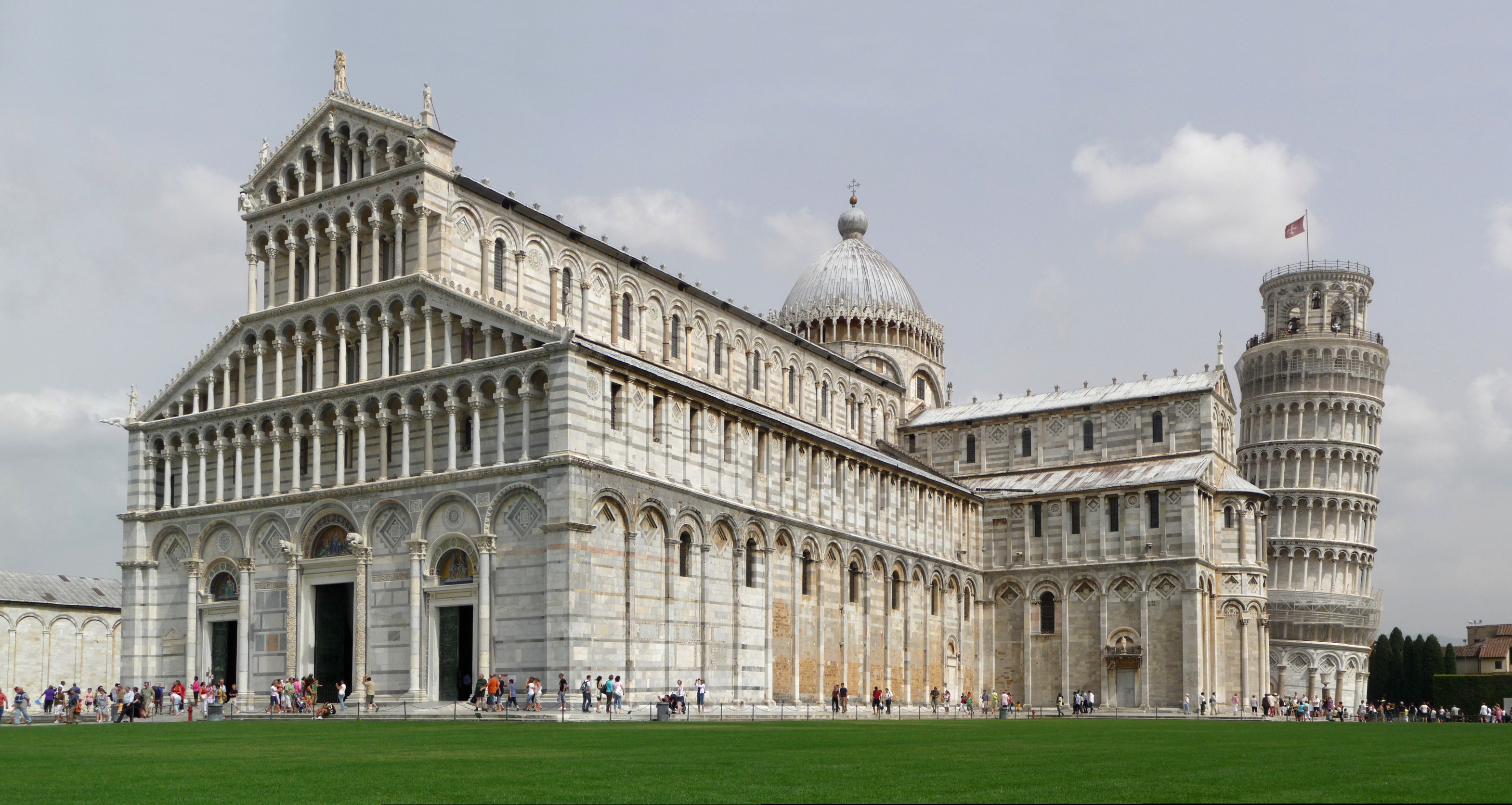
Pisai dóm
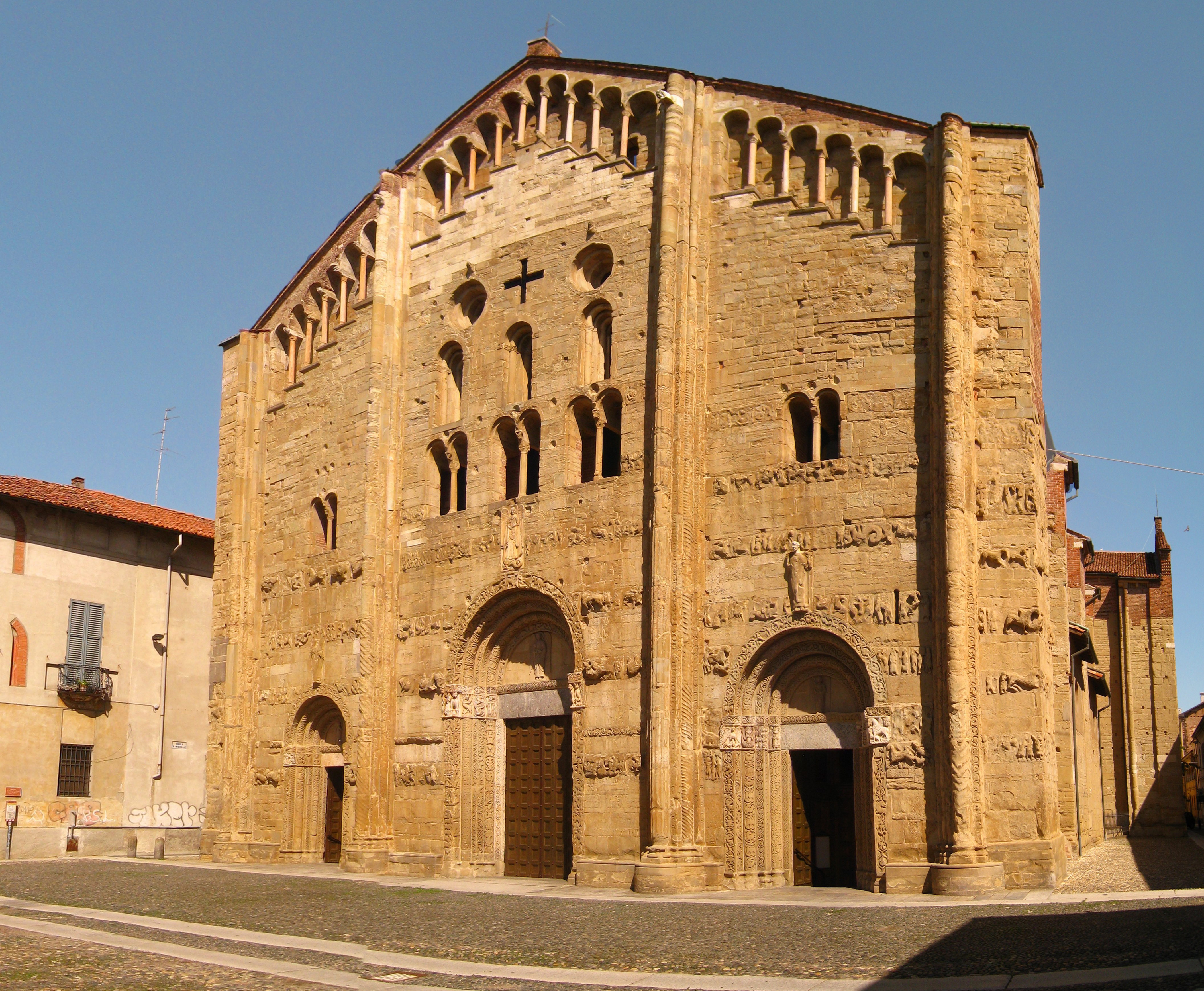
San Michele Maggiore, Pavia
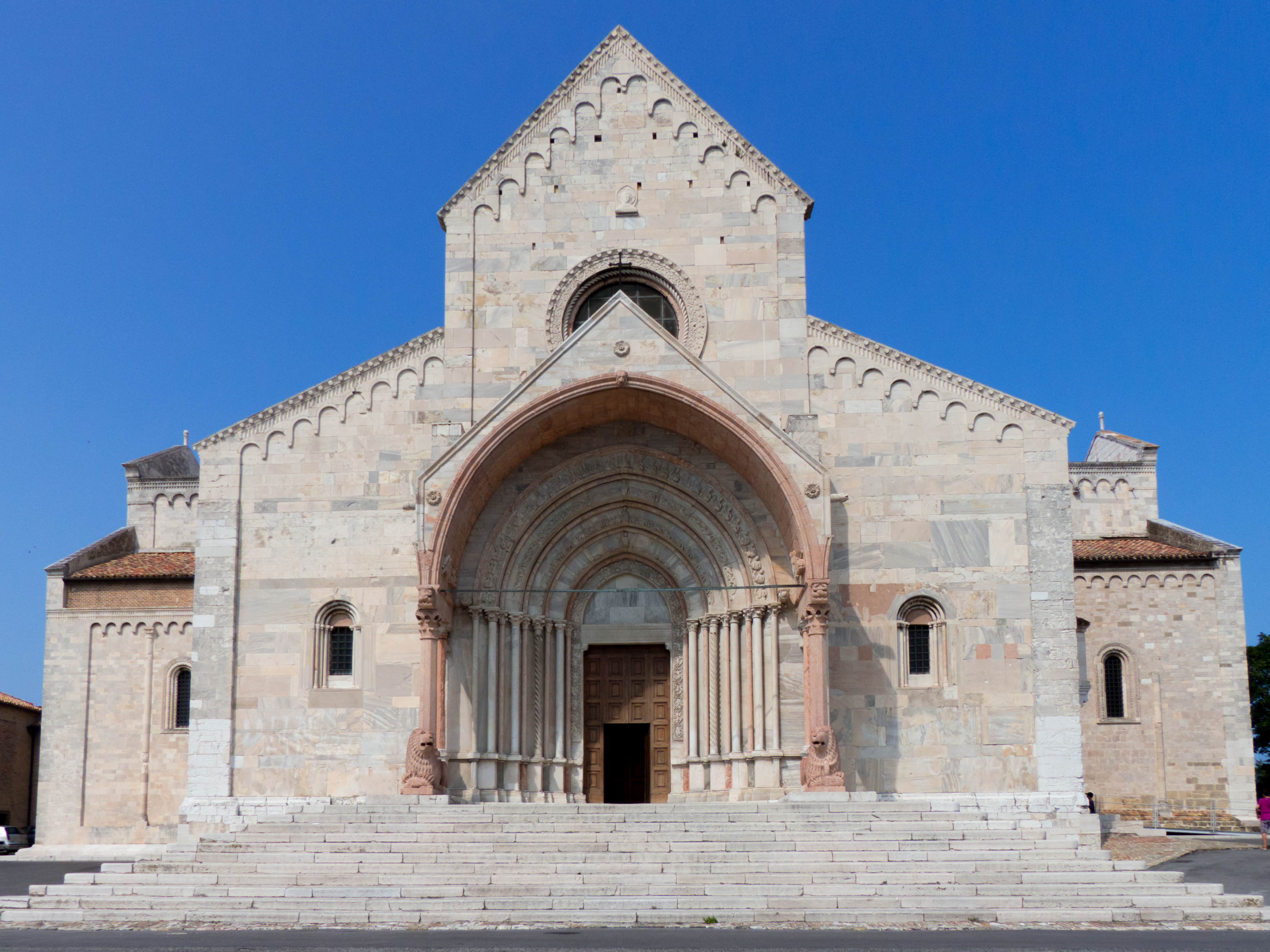
San Ciriaco-katedrális, Ancona
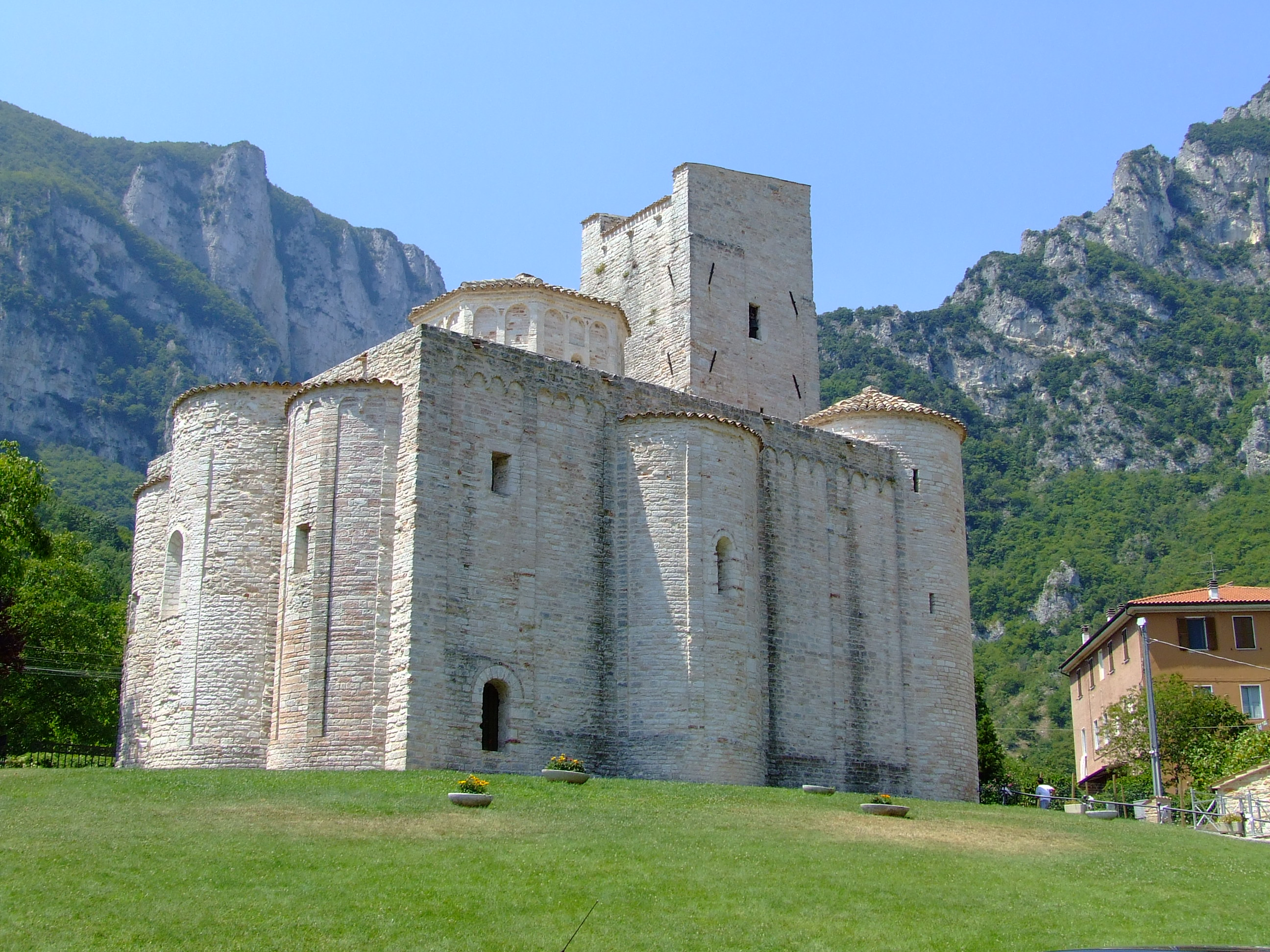
San Vittore alle Chiuse, Genga
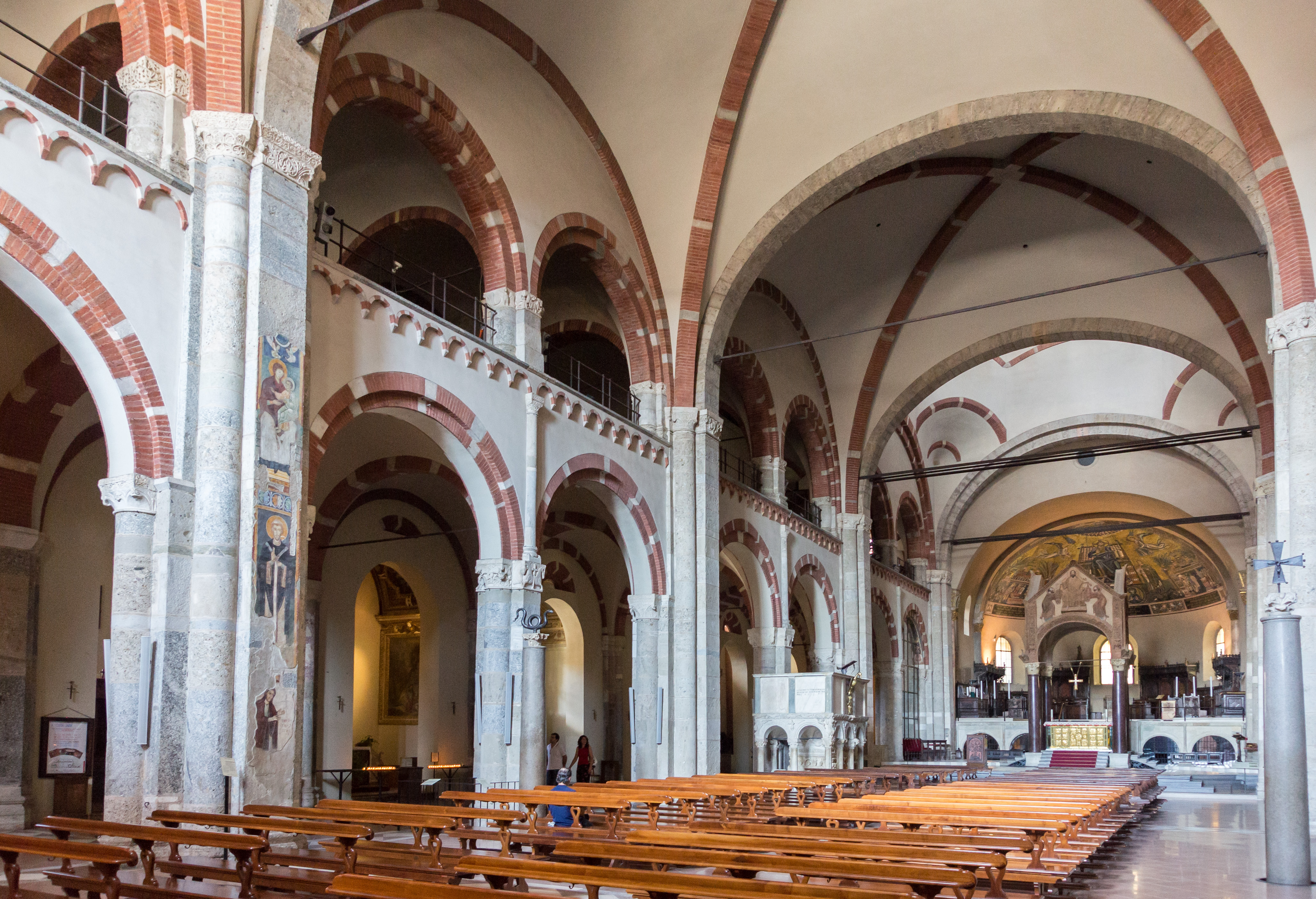
Sant'Ambrogio-templom belseje, Milano

## Gótika

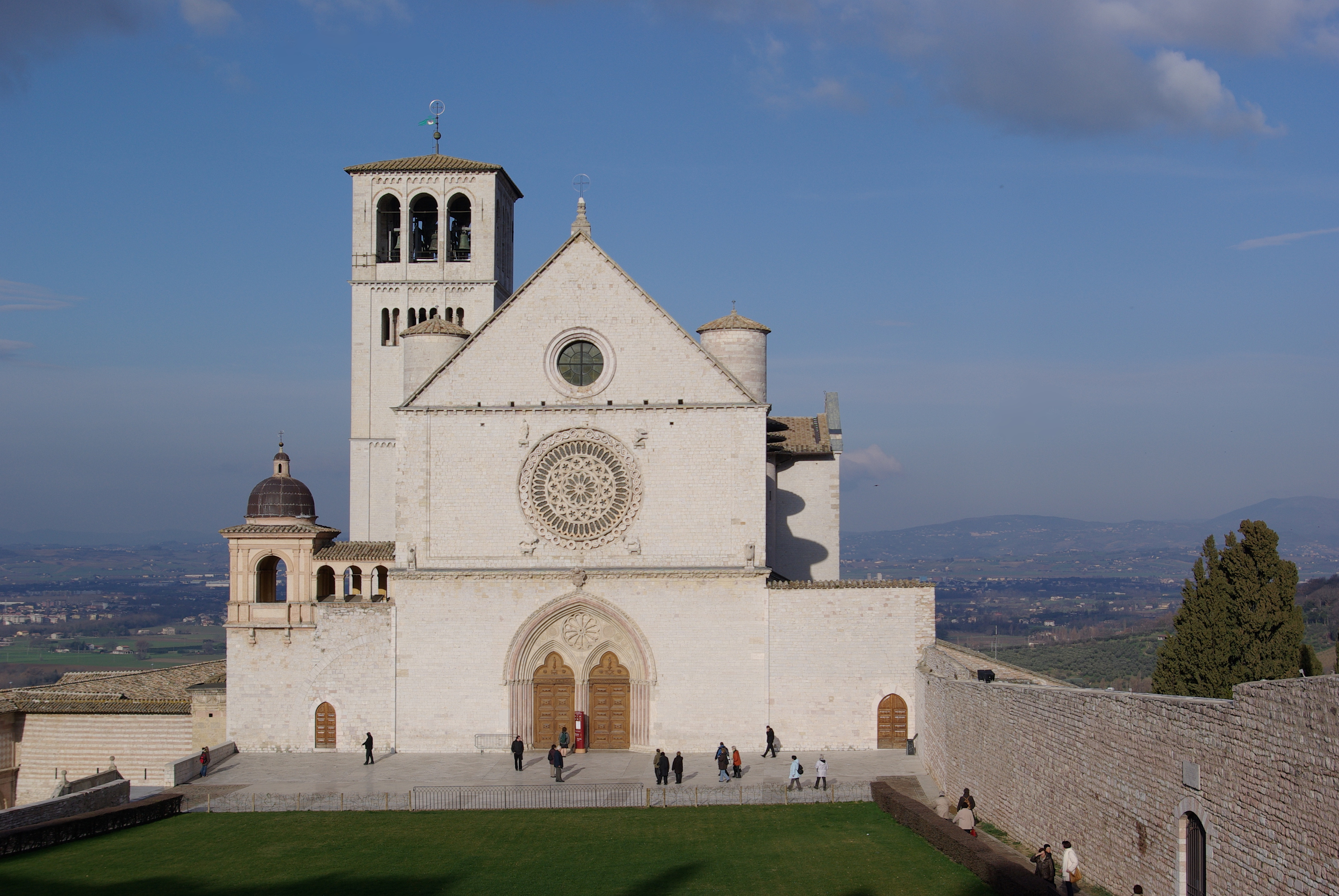
Assisi Szent Ferenc-bazilika (Assisi)

A gótika nehezen tudott Itáliában gyökeret verni. A tendenciát az antik hagyományok, a klaszszikus művészet nyugodt, inkább a horizontalitásra törekvő jellege erősen mérséklik. A templomok torony nélkül épültek, a harangtorony izolált marad (campanile). Nagy súlyt helyeztek a homlokzatok dekoratív megjelenésére, s ezt gazdag kiképzéssel, főleg inkrusztációval érték el.
A tiszta gótika nehezen érvényesül, sokáig küzd a román hagyományokkal, de végre a XIII. század közepén a ferences és dominikánus kolduló barátok templomain diadalmaskodik, s csakhamar általánossá tett (Assisi: San Francesco, az olasz gótika őstemploma, Bologna: S. Francesco és S. Domenico, Pádua: S. Antonio, Velence: Frari és SS. Giovannie Paolo).
A koldulórendek templomaira jellemző a sokszögű, kápolnakoszorús szentély, vagy gyakrabban a kereszthajóba nyíló kisebb kápolnák sorozata a szentélykápolnától jobbra és balra.
A késői gótika fő művei Észak-Itáliában a bolognai S. Petronio, a paviai Certosa templom és a nagyszerű milánói dóm; valamennyit a XIV. sz. végén kezdték építeni.
Az olasz csúcsíves építészet igazi hazája Közép-Olaszország. Itt a templomok nagyrészt bazilikálisak és famennyezettel vannak fedve. Firenzében megépült a S. Trinitá, a S. Croce, Arnolfo di Cambio műve, a Santa Maria Novella. A XIII. sz.-ban kezdett épülni az olasz gótika három fő műve: Siena, Orvieto és Firenze dómjai.
A csúcsíves építészet több nevezetes profán művet is alkotott, így Lombardiában, ahol magas színvonalú tégla-gótika fejlődött ki (Milánó: Ospedale), egyébként városházak, loggiák és paloták épültek mindenfelé (Velence: Cá D'Oro s a pompás Doge-palota, Firenze: Bargello, Palazzo Vecchio, Arnolfo di Cambio műve, Loggia dei Lanzi, Siena, Palazzo Communale és Nápoly: Castel nuovo).
A világi gótika jellege vidékenként változik: Velencében könnyed, csipkésen áttört, Firenzében komoly hangulatú, dacos, várszerű.

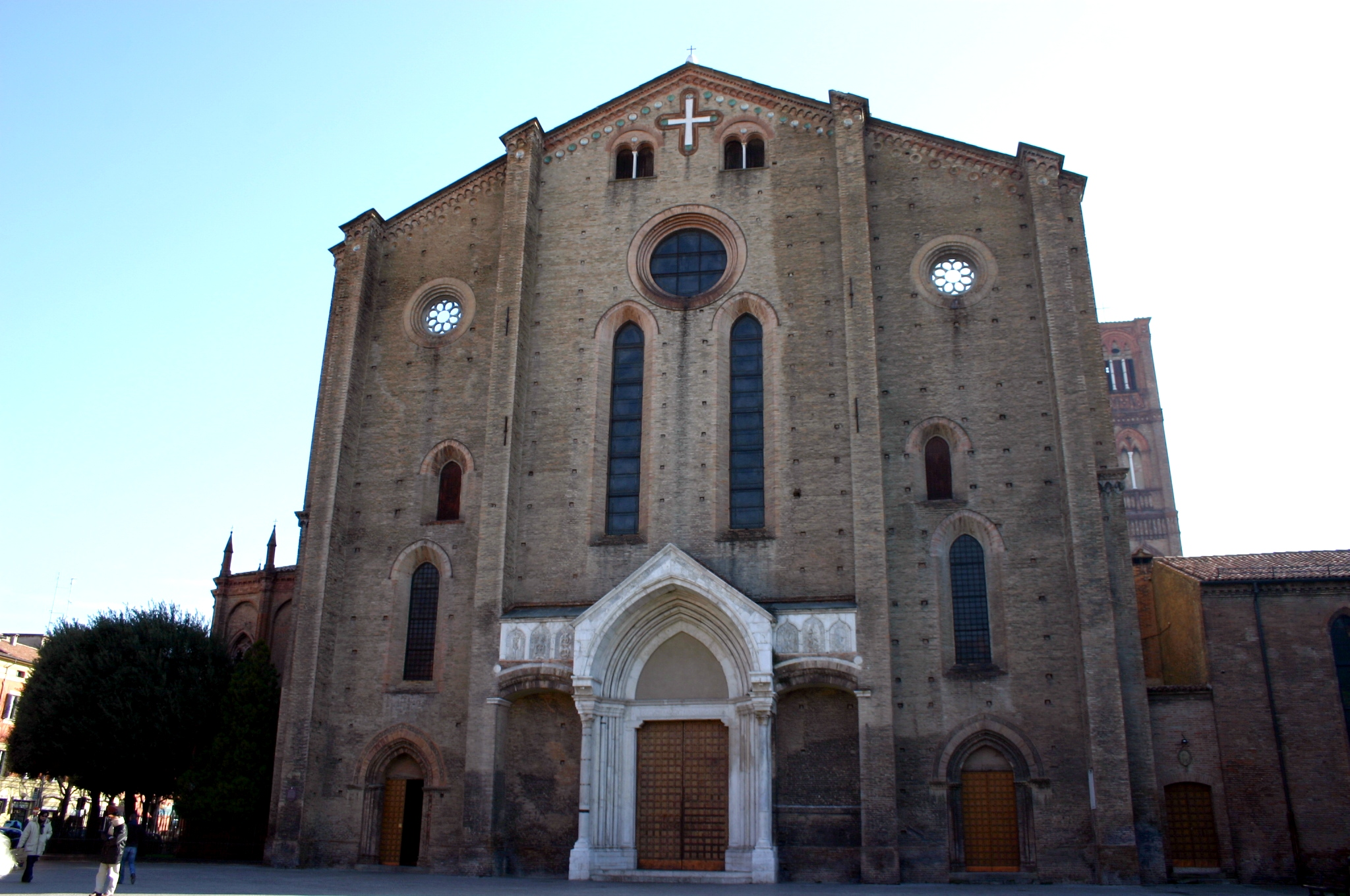
San Francesco (Szt. Ferenc-templom), Bologna (1236–1263)
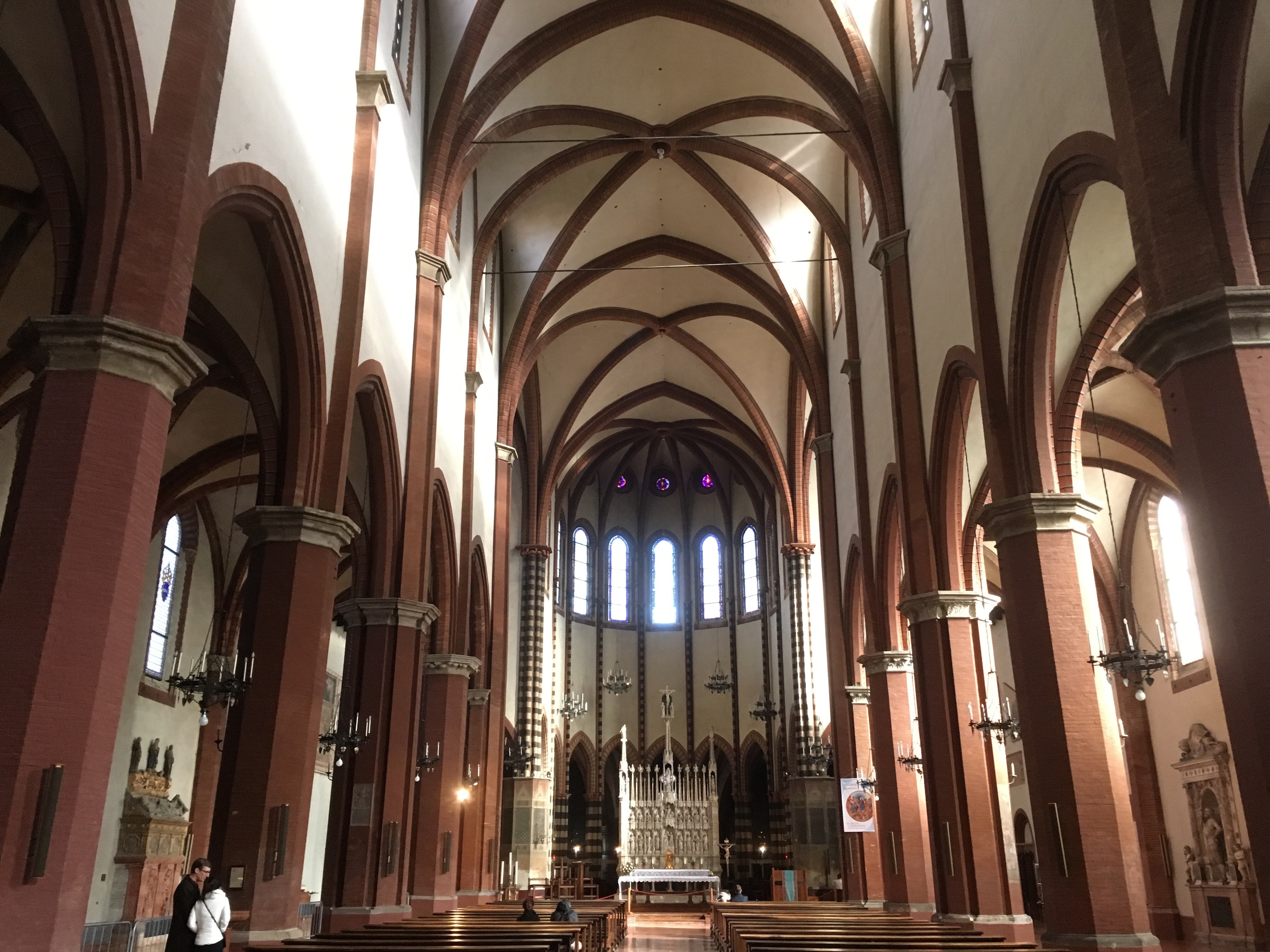
San Francesco belseje, Bologna
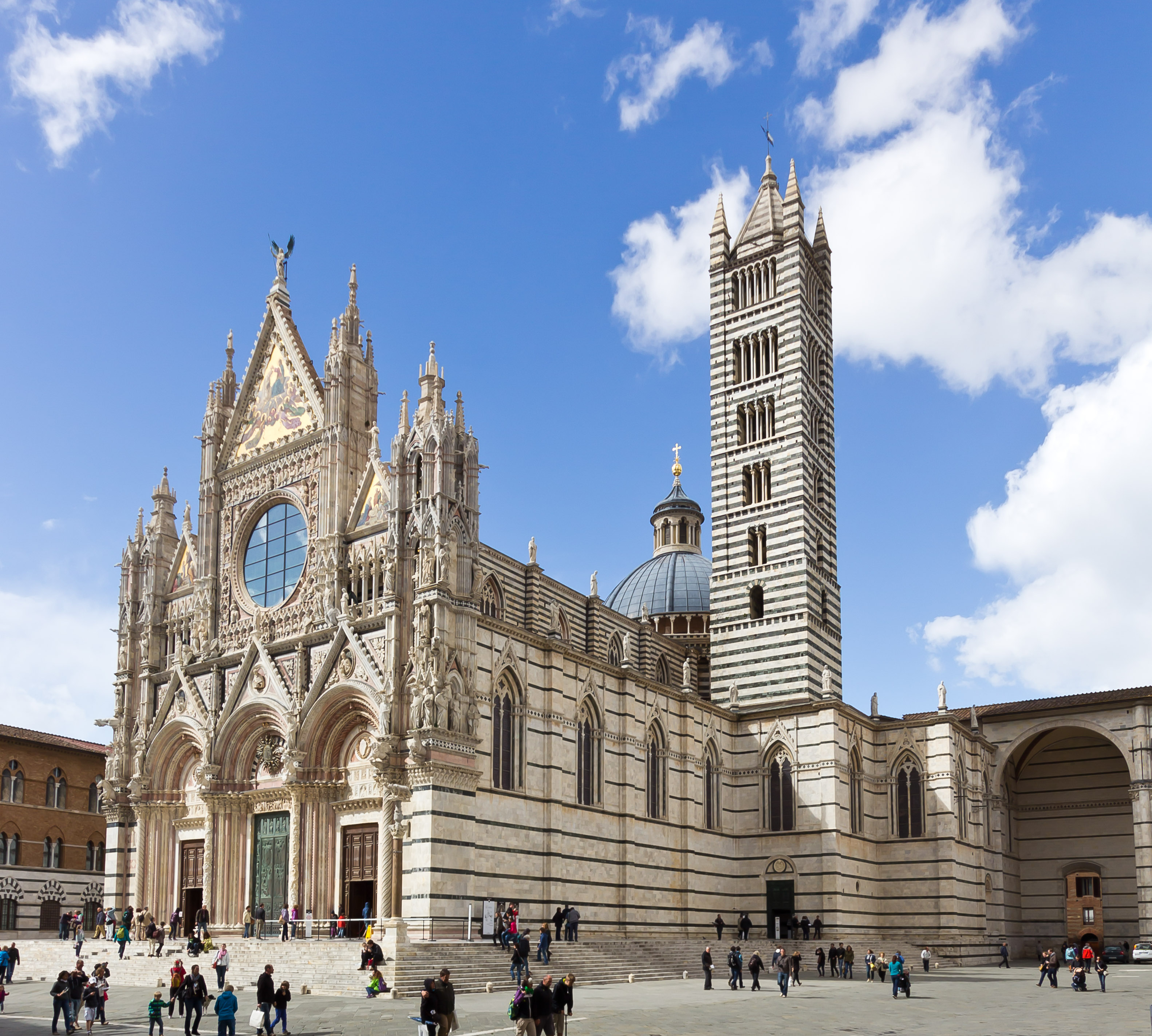
Sienai dóm
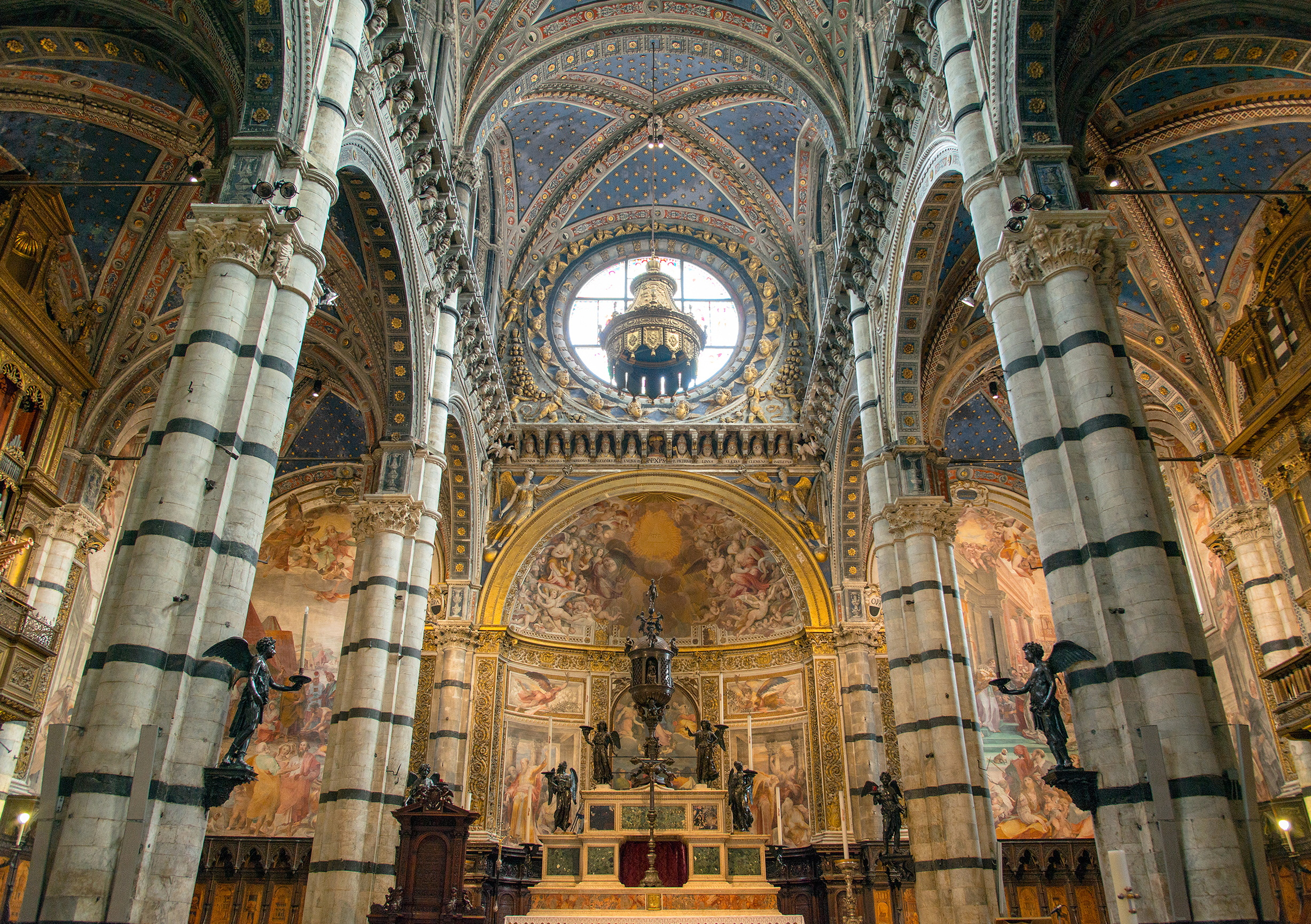
A sienai dóm belseje
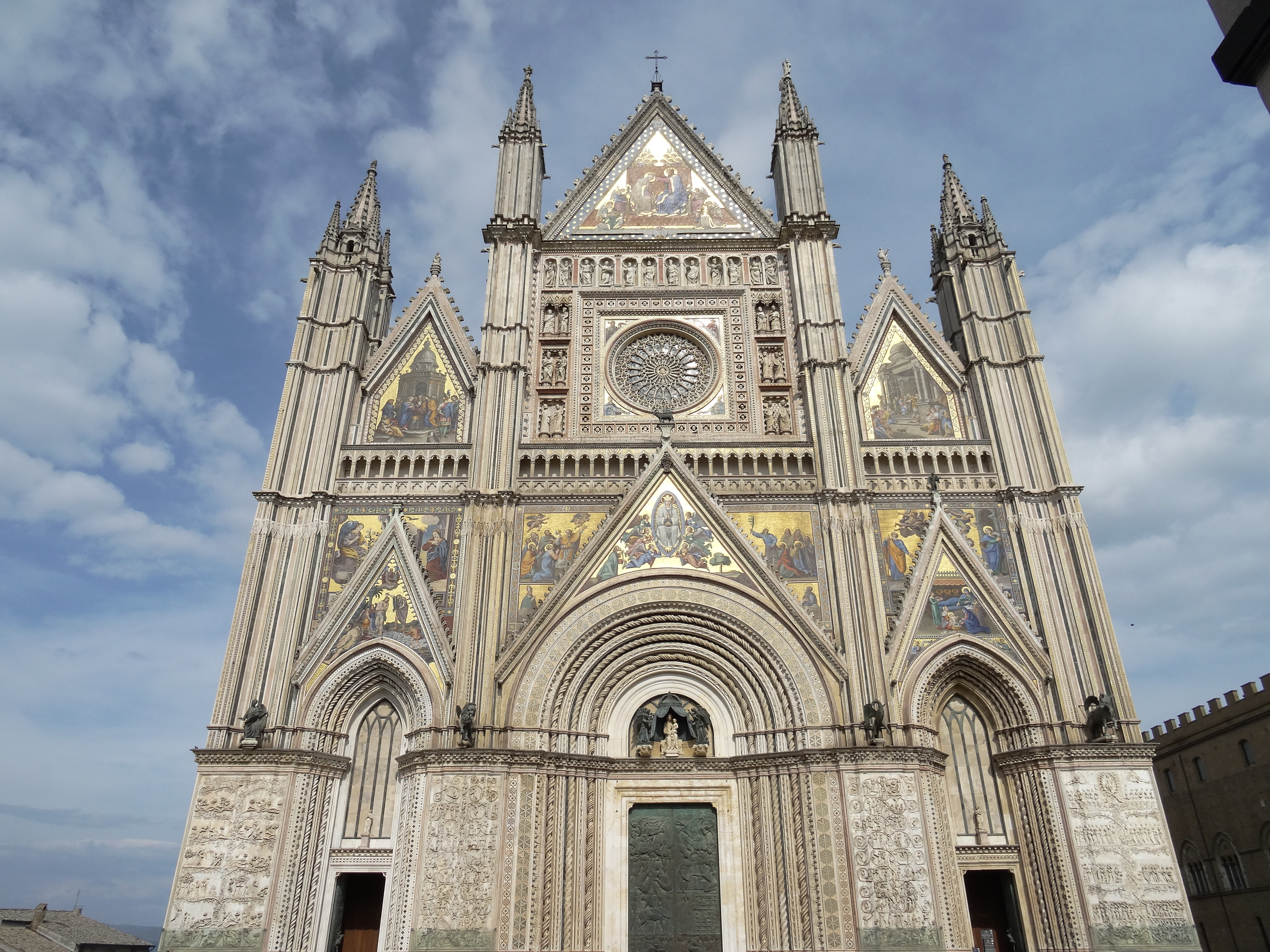
Orvieto katedrálisa

## Reneszánsz
A reneszánsz nagy szellemi mozgalmai a XV. század első évtizedeitől kezdve teljesen átalakítják Itália egész kultúráját s vele együtt művészetét. A gazdag és virágzó városállamok élén pompaszerető kényurak állanak, akikben a művészetek lelkes és áldozatkészmecénásokat találtak. A középkor skolasztikus szellemét kiszorítja a klasszikus kultúra, a sejtelmes gótikát az antik művészet tiszta derűje.
A quattrocento ragyogó századában a művészeti vezetés Firenze kezében van, ahol a nagy Brunelleschi, Michelozzo, Alberti, Benedetto da Maiano, Cronaca és a Sangallók dolgoznak. Urbinóban Laurana épített, Lombardiában a Viscontiak és Sforzák Milánójában, a zseniális Bramante.
Giovanni Antonio megépíti a paviai Certosa csodálatos márványhomlokzatát, Velencében, ahol a Lombardiak a vezető mesterek, a S. Zaccaria, a finom S. Maria dei Miracoli, a Scuola di S. Marco és Scuoladi S. Rocco épülnek (utóbbi már a cinquecento első felében), s kifejlődik a velencei reneszánsz palotaépítészete is (Vendramin-Calergi, Corner-Spinelli);
A cinquecento korában a díszítő elem háttérbe szorul, az architektúra jellege konstruktívabbá és logikusabbá válik. A vezetést Firenzétől Róma veszi át. Még a quattrocento végén, de már az érett reneszánsz szellemében épül anagyszabású Cancelleria, egyszerű, majdnem puritán formákban.
A pápák udvarában megjelenik Bramante, a Szt. Péter-bazilika és a Vatikán építésze s ott dolgozik Raffaello, Giulio Romano, Peruzzi, az ifjabb Sangallo és Michelangelo is. A legfőbb feladat a vatikáni bazilika építése, amelybe a nagy mesterek közül jóformán valamennyien bekapcsolódnak.
A cinquecento második felének vezető mestere Vignola, a nagy teoretikus, a típust kreáló „Il Gesù“ alkotója.
Észak-Itália sem marad sokkal Róma mögött. Veronában a nagy tehetségű Sanmicheli, Velencében Sansovino dolgozik, a Libreria és a Campanilével romba dőlt, de újra felépült bájos Loggetta mestere.
Külön iskola fejlődött Genovában, ahol a sajátos terepviszonyok folytán az architektúra a monumentális udvarokban bontakozik ki. Alessi sorra építi nagyszerű palotáit, s a Szt. Péter nyomán a S. Maria di Carignanót, Bianco az egyetem páratlan udvarát. Genova környékén alakul ki az architektonikus, terraszos kerttel kapcsolatos nagyszabású villatípus is (Villa Scassi, Sampierdarena).
Az észak-olaszországi késői reneszánsz Palladio vicenzai és velencei művein jelenik meg jellegzetesen.

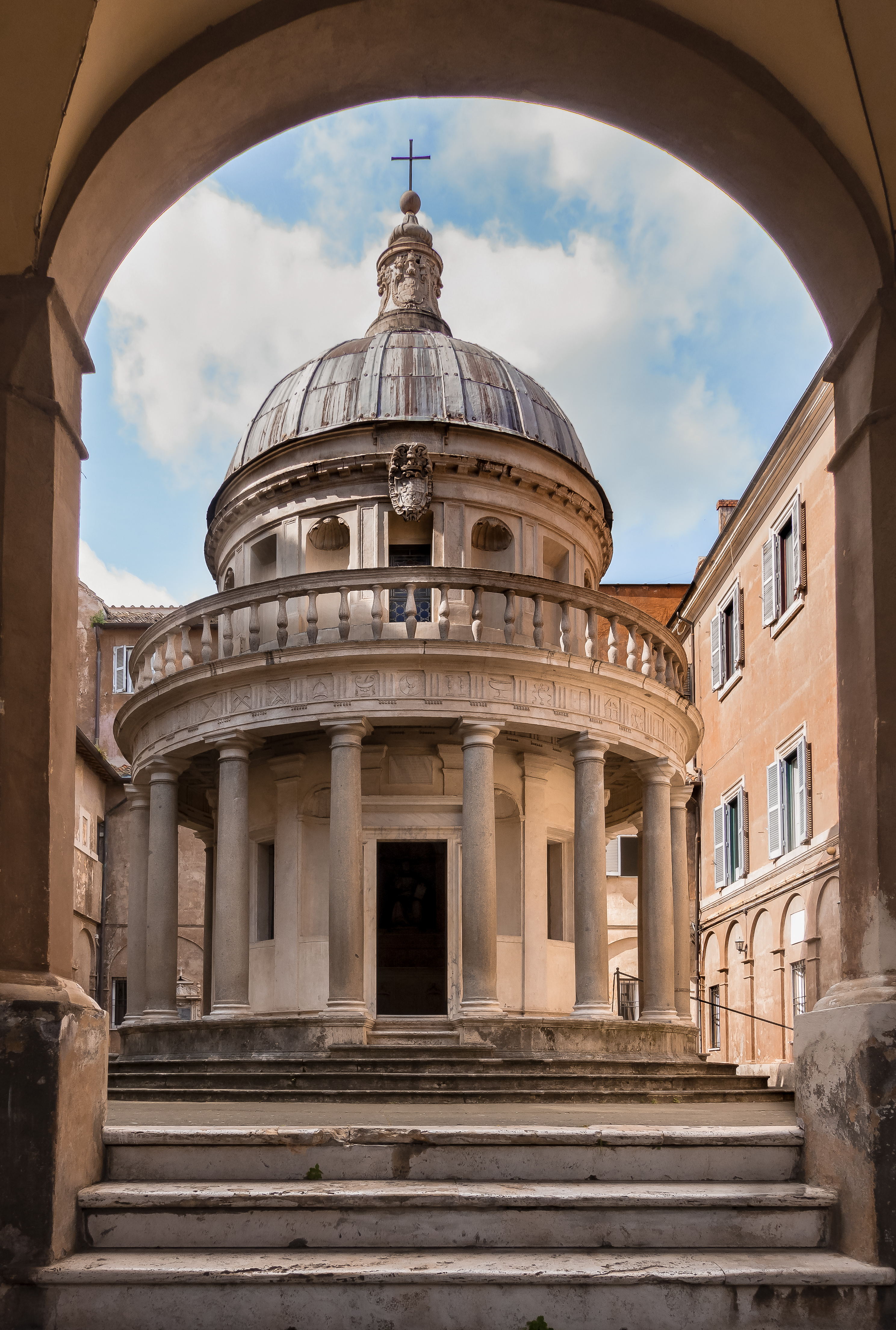
Tempietto del Bramante, Róma, 1502, Donato Bramante
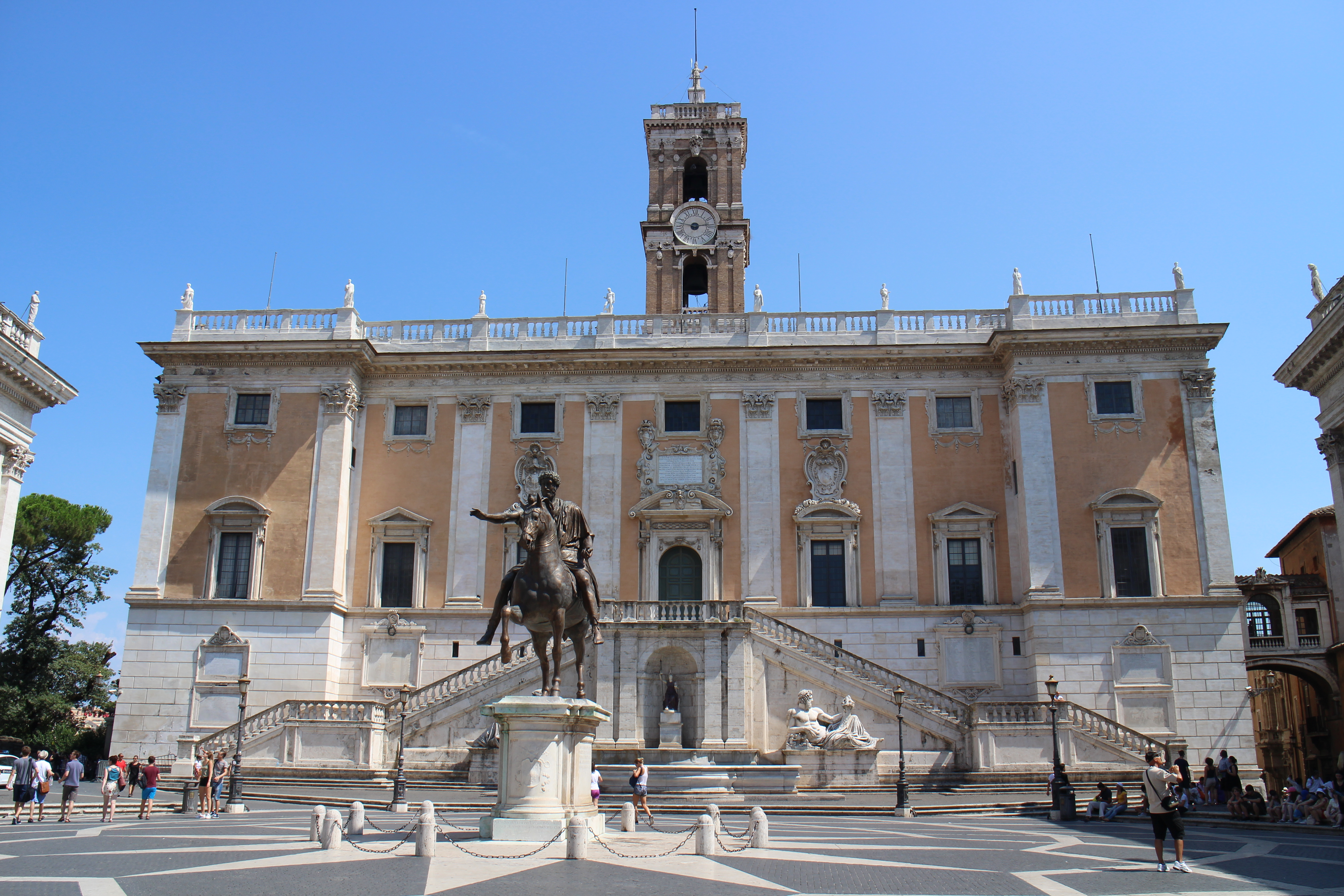
Palazzo Senatorio, Róma
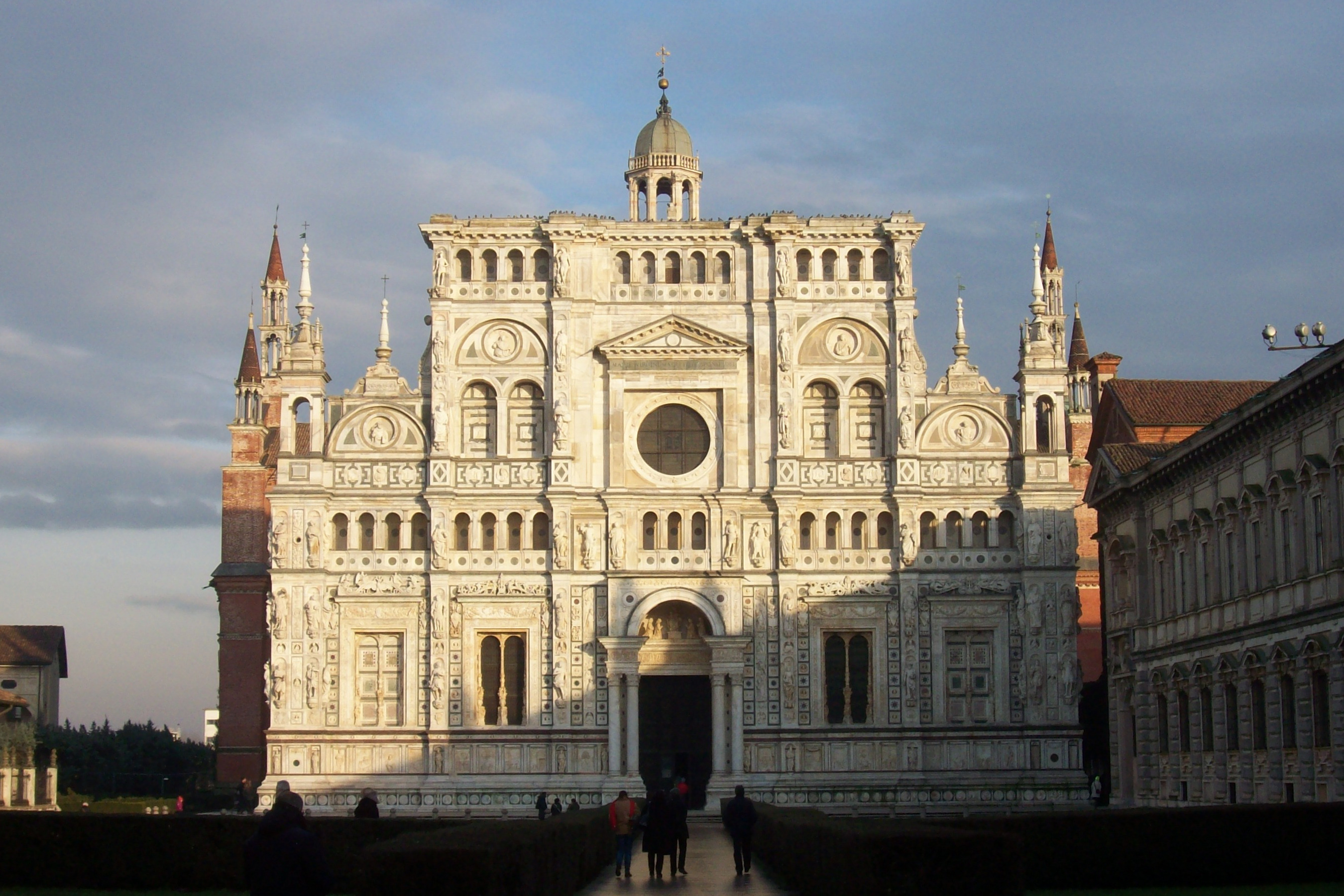
Certosa di Pavia, Lombardia
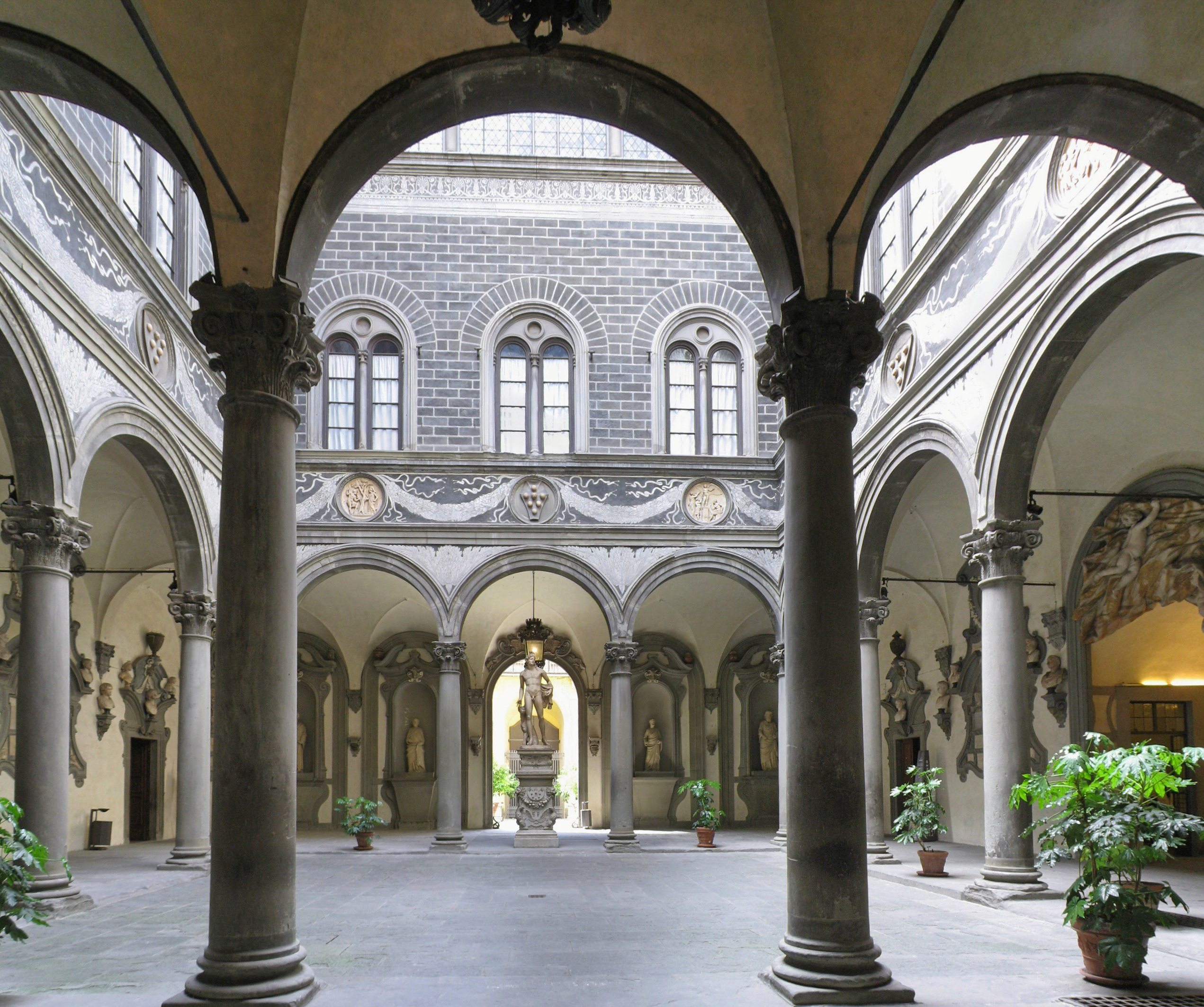
Palazzo Medici-Riccardi (palota) udvara, Firenze
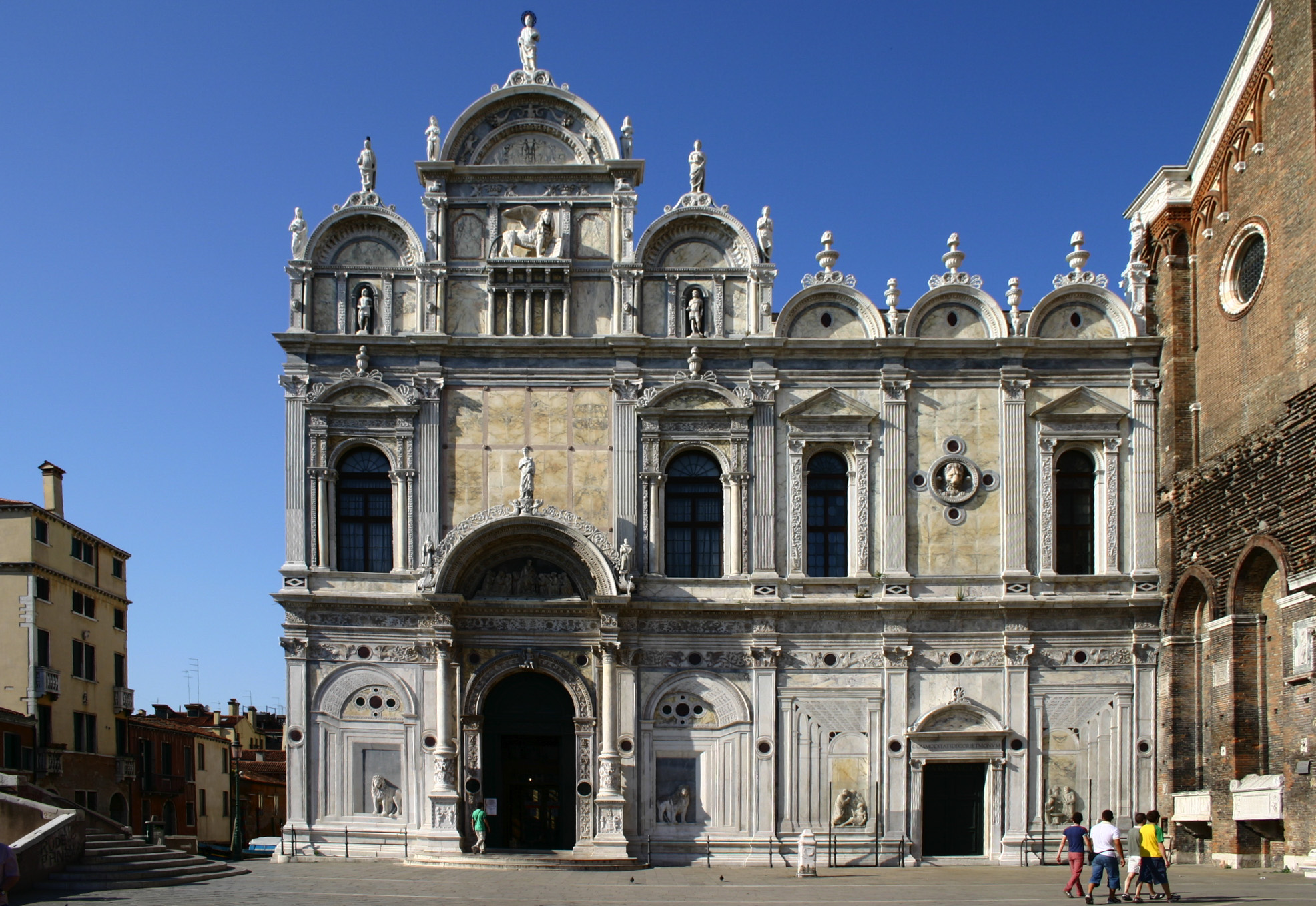
Scuola Grande di San Marco, Velence
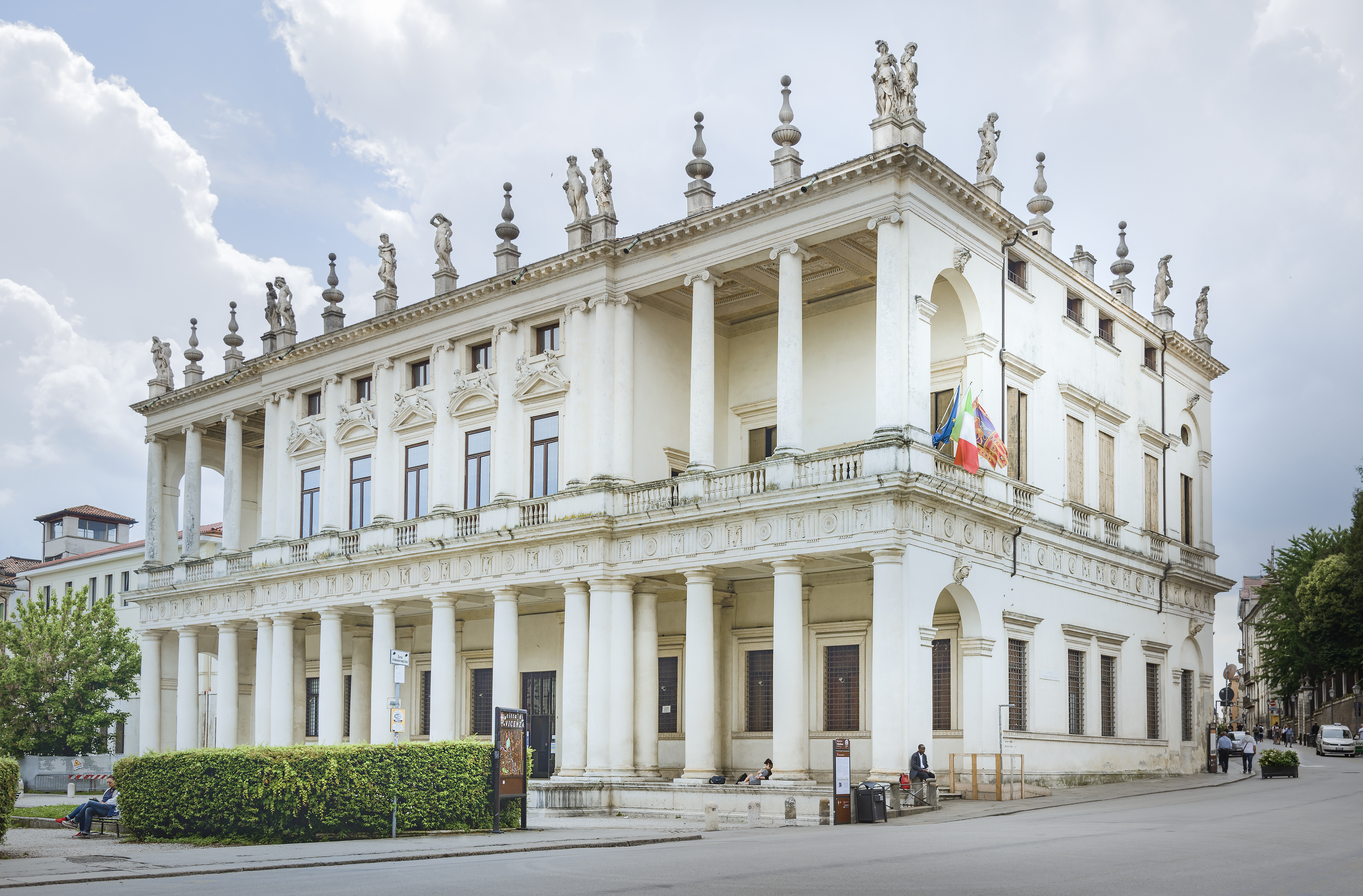
Palazzo Chiericati, Vicenza

## Barokk ésrokokó
A barokk építészet korszaka a 16. század végén kezdődött Itáliában. Az ellenreformációhoz kötődő barokk stílust Rómában hozták létre, és az egész katolikus világban kifejtette hatását. 
A barokk építészetet a drámaiság és nagyszerűség jellemzi. Nagyon díszes, mindenhol bonyolult díszítéssel és részletekkel. gazdag és mozgalmas homlokzatú és pompás belső kiképzésű templomok egész sora épül. A templomoknak széles főhajójuk lesz, kétoldalt kápolnasorokkal vagy keskeny mellékhajókkal. 
A korszakban népszerű anyagok voltak a márvány, a gránit, az arany. De sok templom csak a látszatát akarta kelteni ezeknek a drága anyagoknak, ezért fát vontak be vagy festettek, amelyek aztán például márványoszlopként jelentek meg. További drámai dizájnelemek közé tartoztak még a nagy dómok, a kupolák. A barokk építészet a 18. századig népszerű maradt.
Rómában a világi építészet nagyszerű alkotásai a Spanyol lépcső és a Trevi-kút, míg az egykori Nápolyi Királyságban Luigi Vanvitelli építész 1752-ben kezdte meg a casertai királyi palota építését. A késő barokk építészet egyik legeredetibb alkotása északon a Palazzina di caccia di Stupinigi (Stupinigi Vadászház).
A barokk művészet mesterei a két Fontana, Maderno, a Szt. Péter-templom homlokzatának építője, Borromini, Cortona, Rainaldi, de főleg Bernini. Nápolyban Fanzago dolgozik, Torinóban Guarini. 

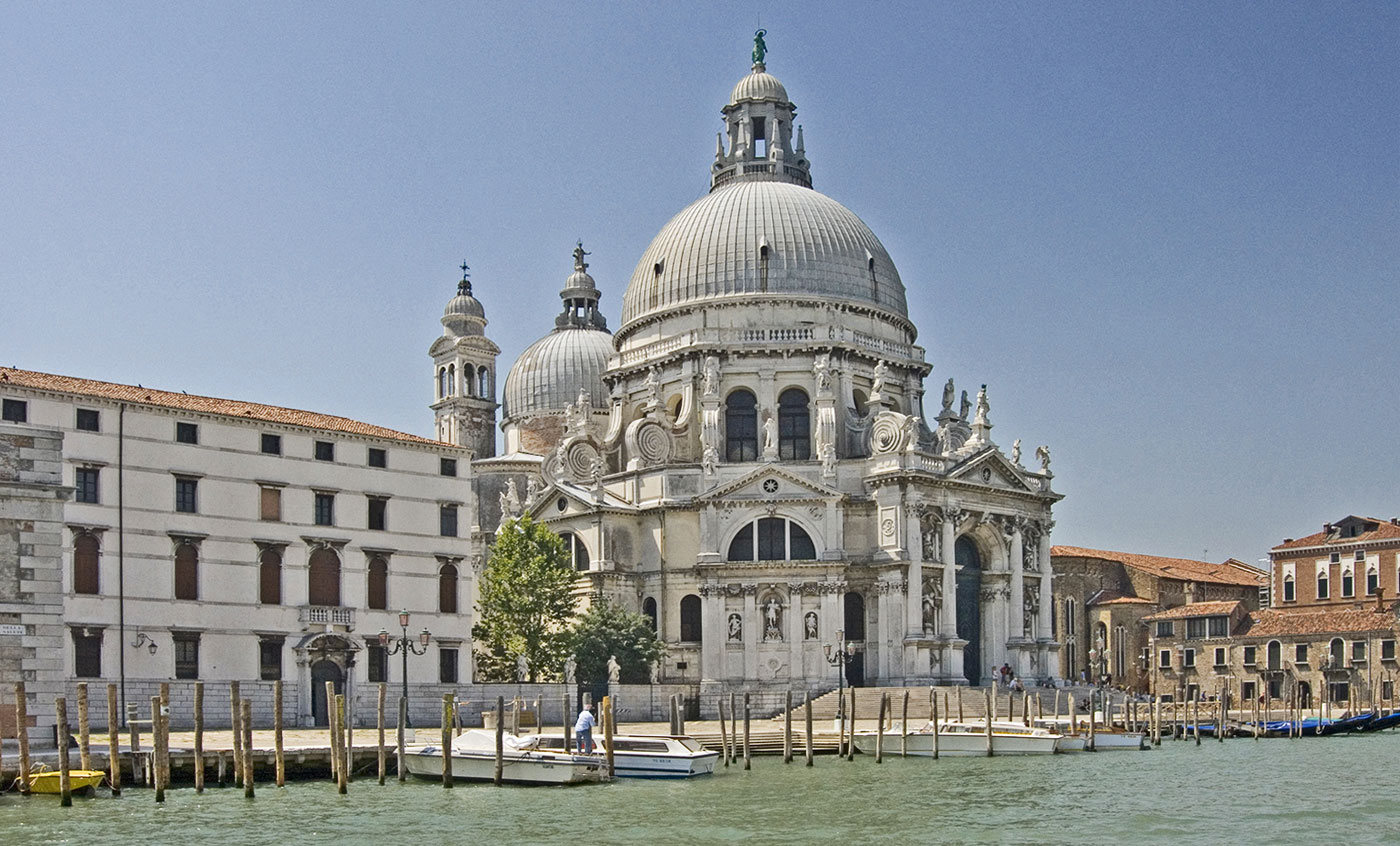
Santa Maria della Salute-bazilika Velence
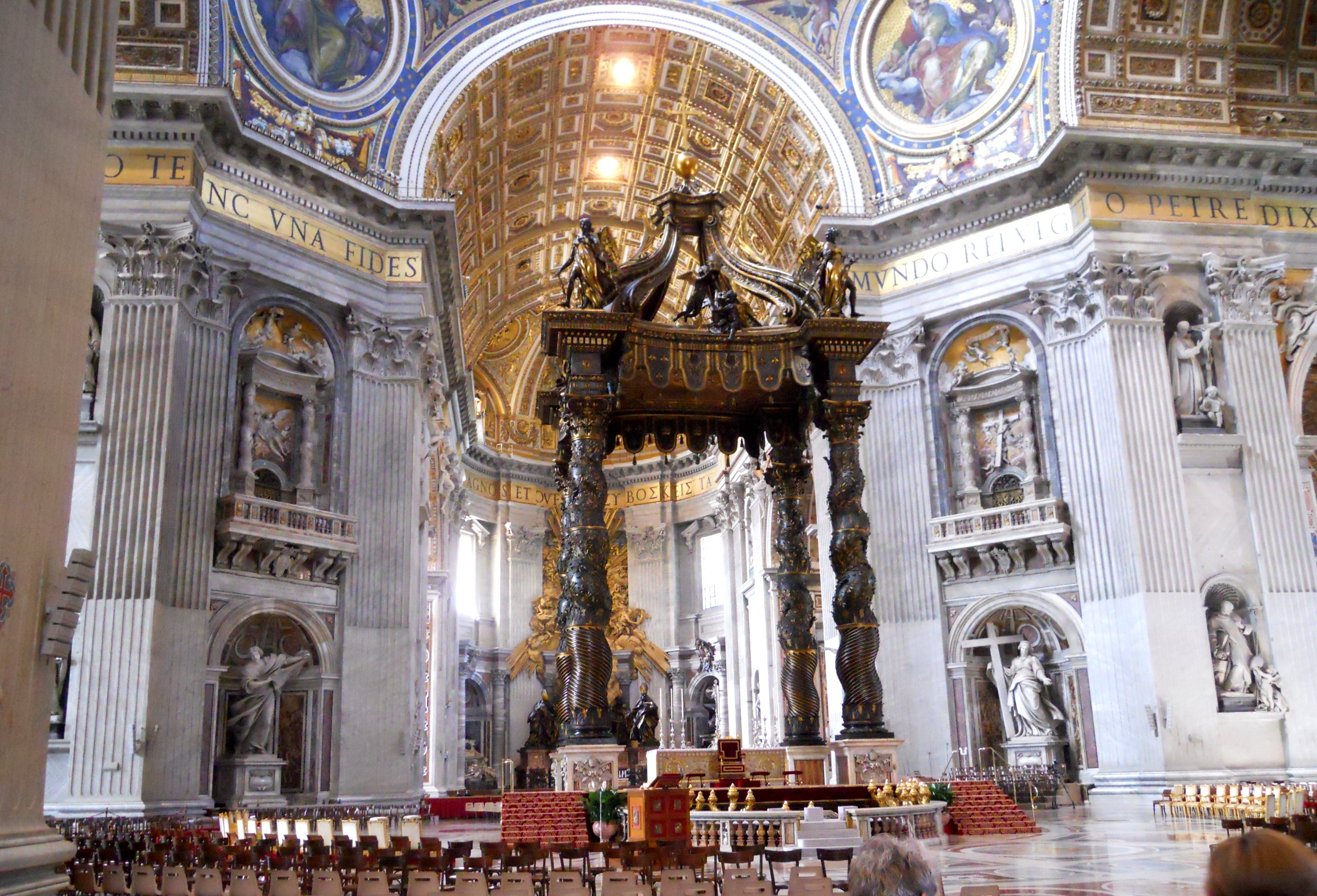
A baldachin a Szt. Péter-bazilikában
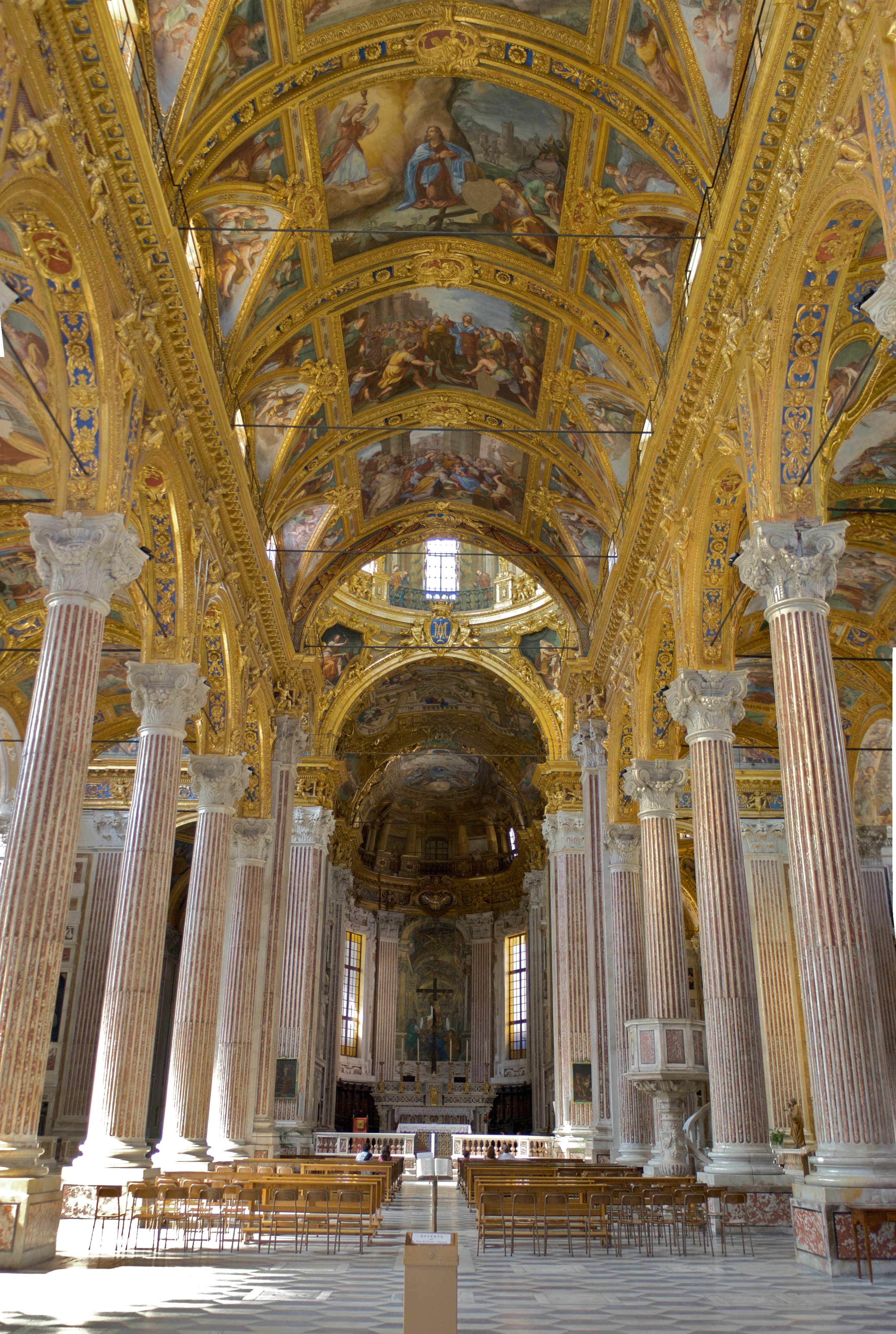
Bazilika Genovában
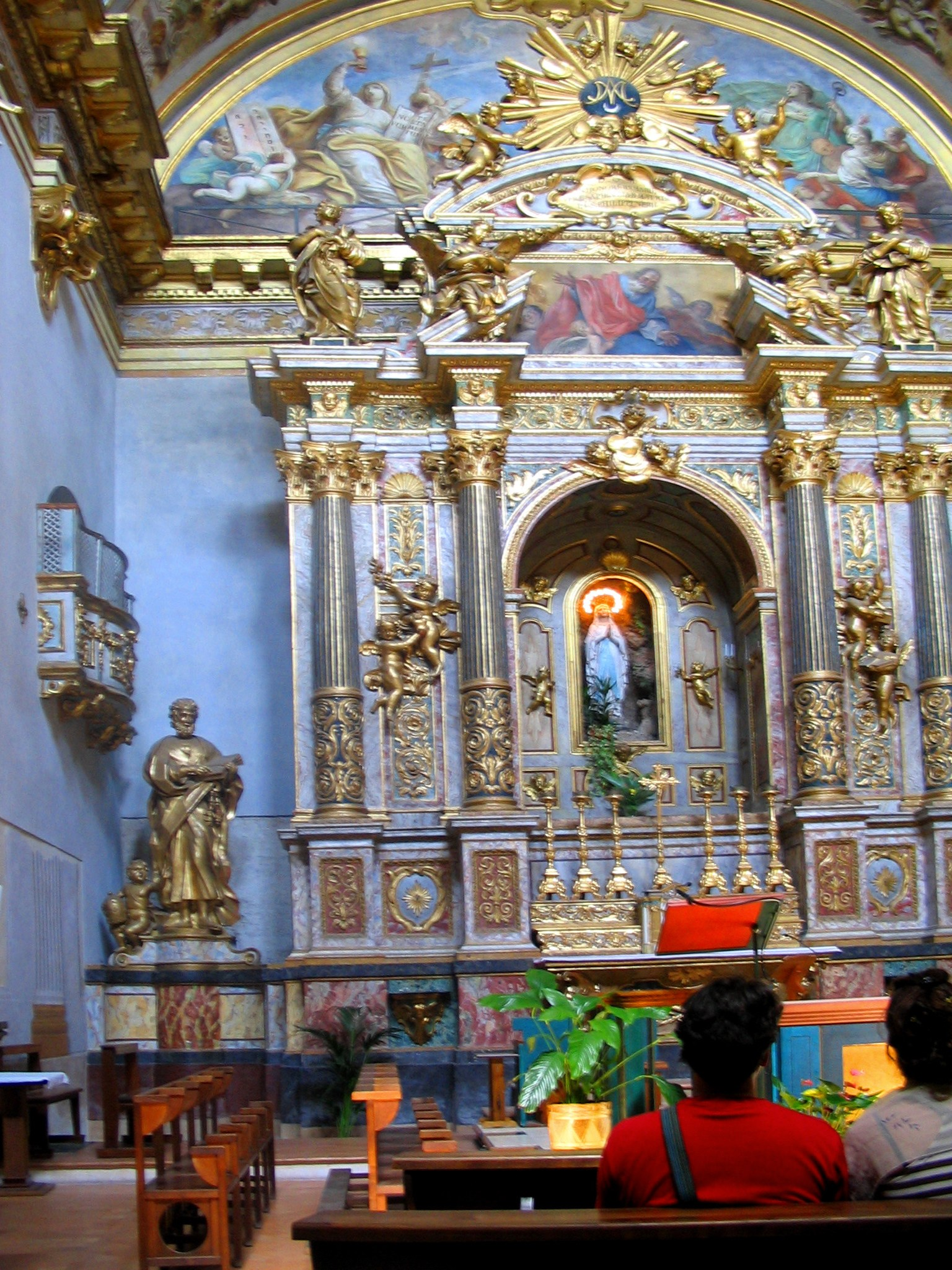
Barokk oltár Assisiben
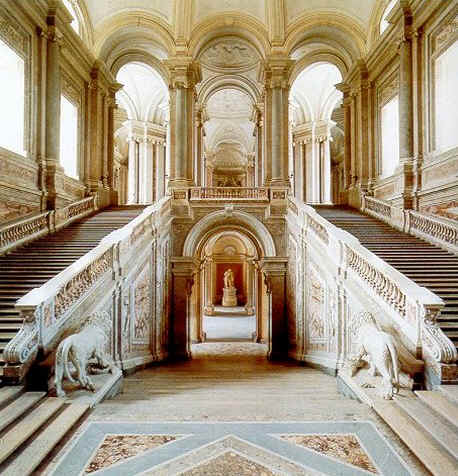
Casertai palota lépcsősora
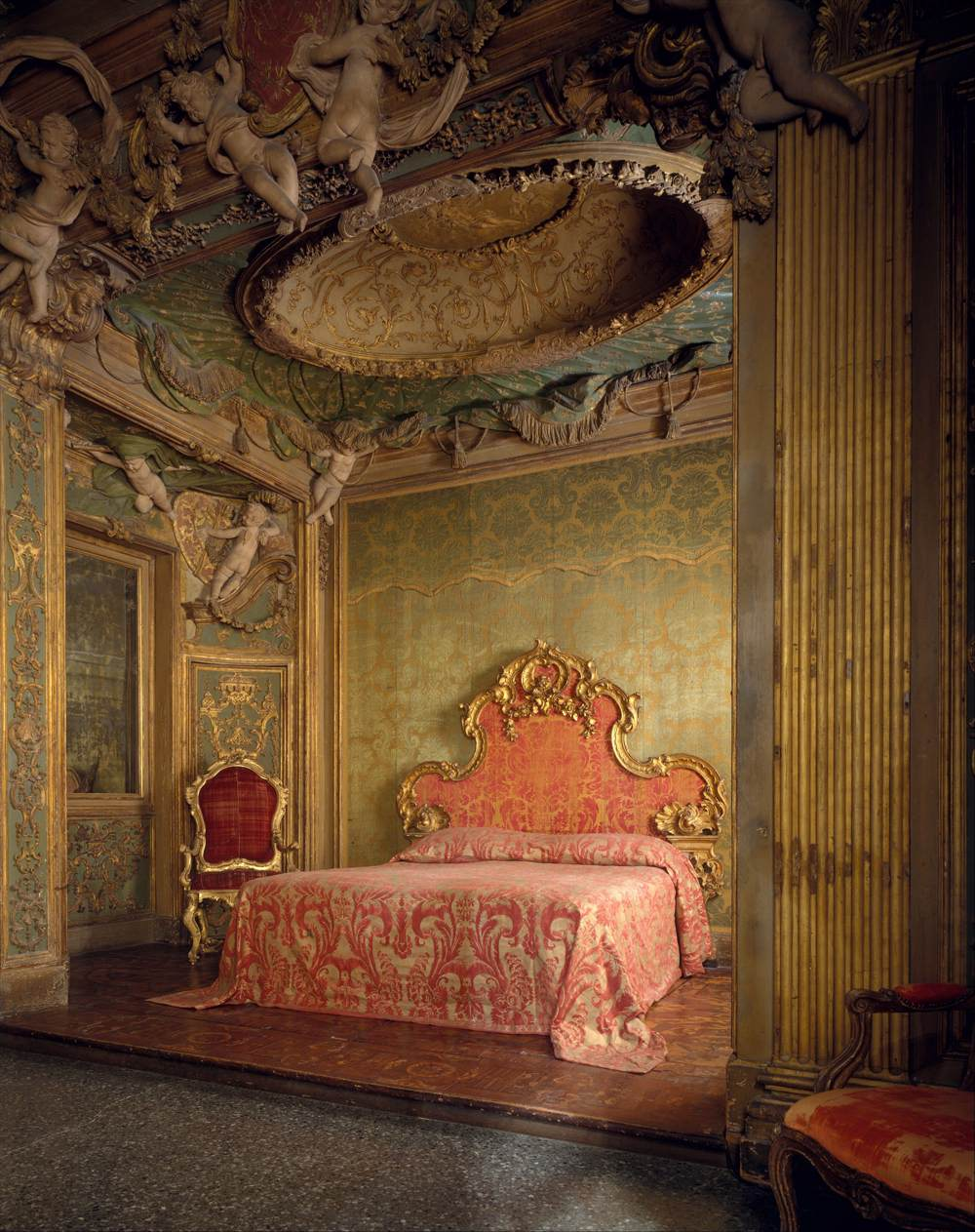
Hálószoba, Palazzo Sagredo, 1718

## Neoklasszikus és a 19. századi építészet
A 18. század végén és a 19. század elején Olaszországot is érintette a neoklasszikus építészeti mozgalom. A villáktól, palotáktól, kertektől, belső terektől és a művészettől kezdve minden az ókori római és görög mintákra épült,
de Pompeii és Herculaneum városok felfedezése után ezen régészeti lelőhelyek is ihlették őket.
Az olasz neoklasszikus építészet példái közé tartozik a Luigi Cagnola Arco della Pace (Milánó), San Carlo Színház (Nápoly, 1810),  San Francesco di Paola (Nápoly, 1817), Pedrocchi Café (Padova, 1816), Tempio Canoviano (Possagno, 1919), Teatro Carlo Felice (Genova, 1827-28) és a Cisternoni (Livorno, 1829). 
1865-ben megépült a milánói Galleria Vittorio Emanuele II amely az első vasból, üvegből és acélból készült épület volt Olaszországban. Később hatással volt a nápolyi Galleria Umberto I-re is.

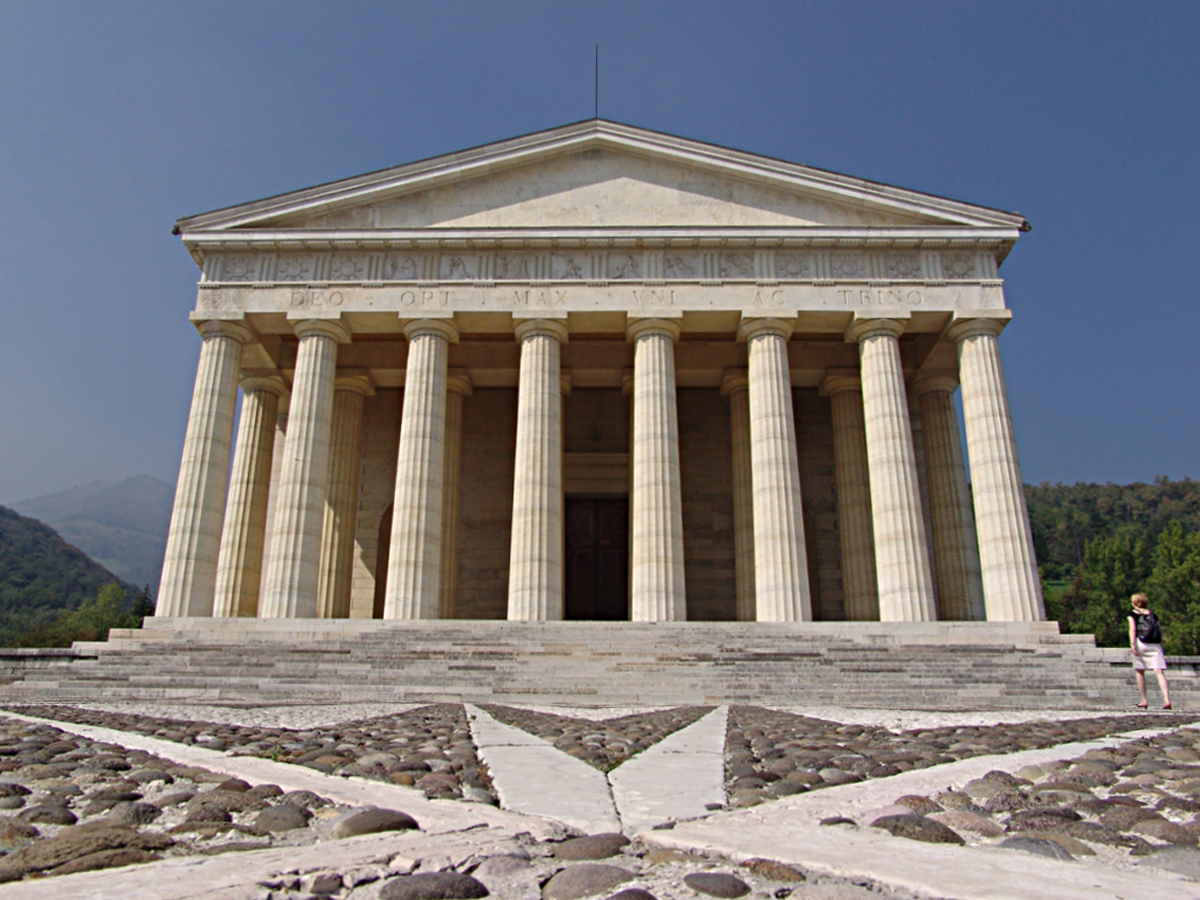
Tempio Canoviano
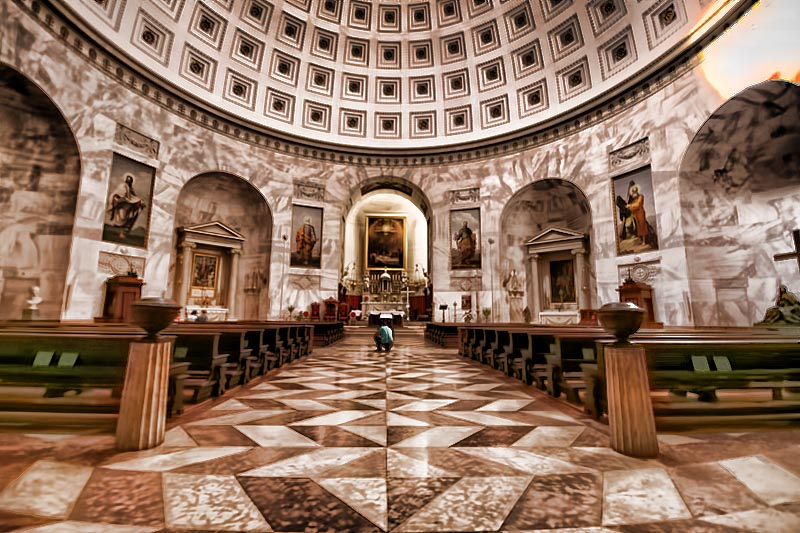
Tempio Canoviano belseje
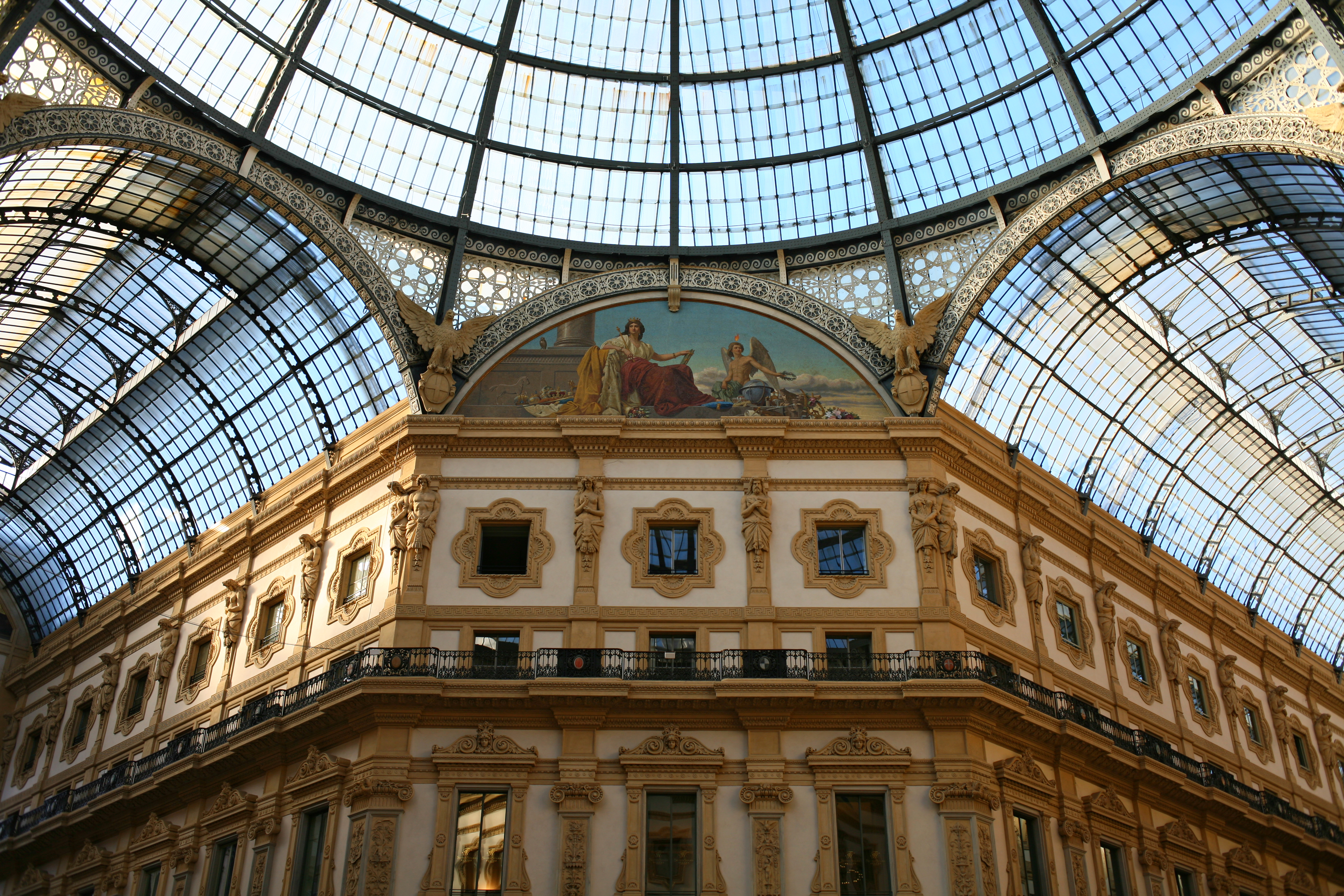
Galleria Vittorio Emanuele II
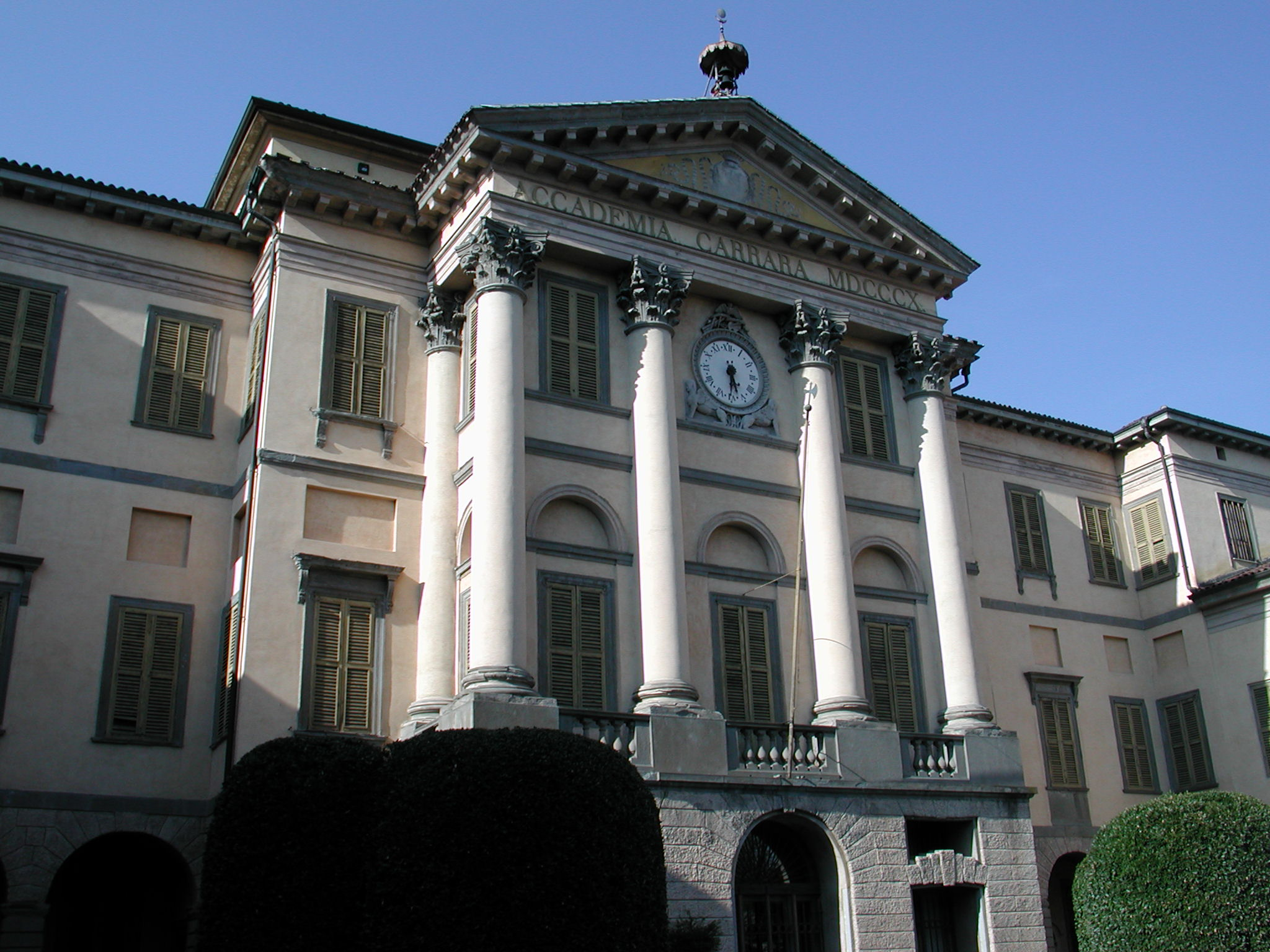
Accademia Carrara, Bergamo
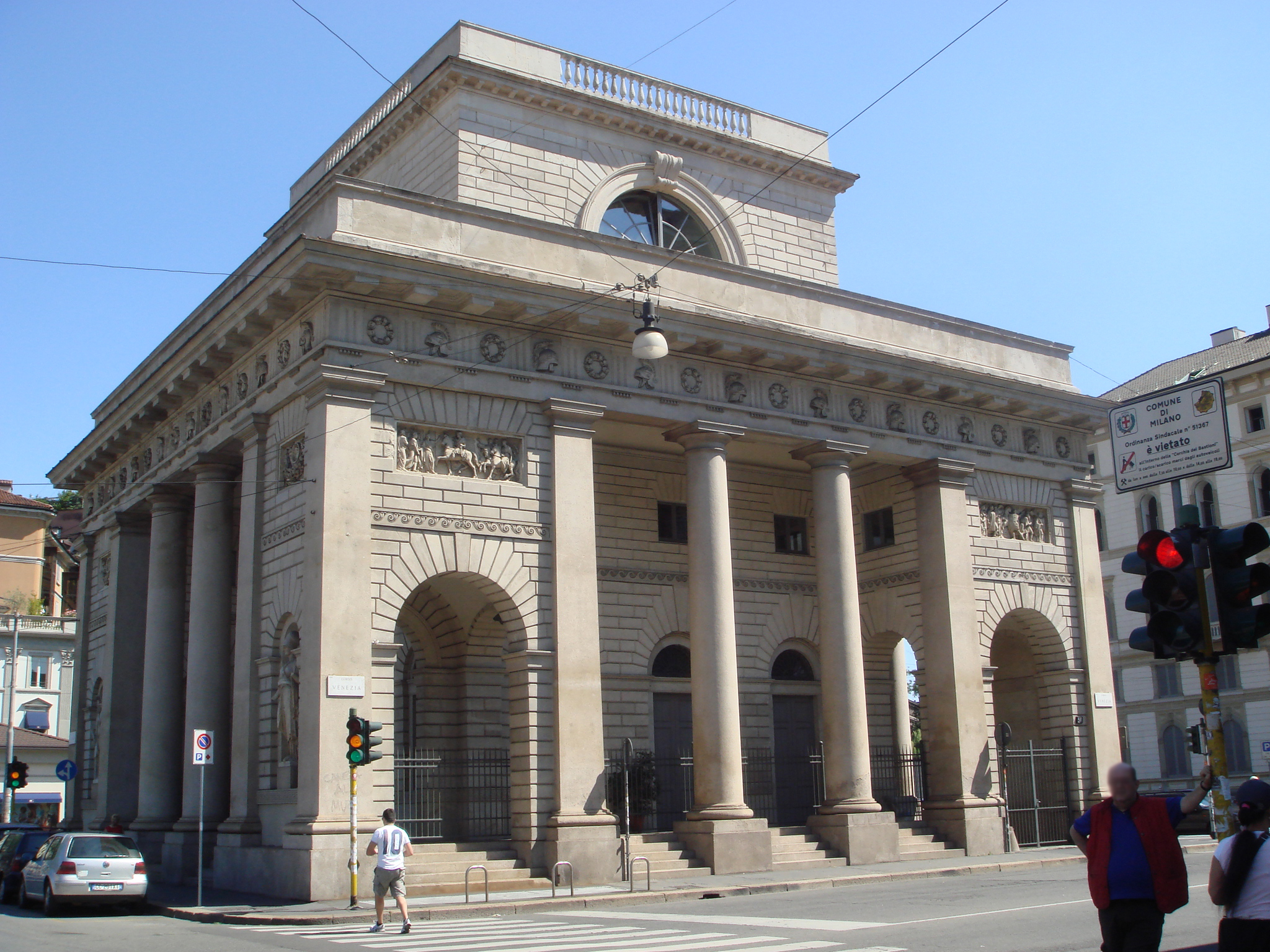
Porta Venezia, Milano

## 20-21. század
Az Olaszországban Liberty stílusként ismert szecesszió fő és legeredetibb képviselői Giuseppe Sommaruga (1867–1917) és Ernesto Basile (1857–1932) voltak. Előbbi a milánói Palazzo Castiglioni alkotója, míg utóbbi a római Palazzo Montecitorio bővítését tervezte.
Az 1920-as években és az azt követő években egy új építészeti áramlat, racionalizmus  jelentkezett. A futurista építészet ezen formáját Antonio Sant'Elia (1888–1916) és az 1926-ban alapított Gruppo 7 építészcsoport vezette be. A csoport feloszlása után olyan egyéni művészek adaptálták, mint Giuseppe Terragni (Casa del Fascio, Como), Adalberto Libera (Caprin a Villa Malaparte) és Giovanni Michelucci (Firenzei Santa Maria Novella pályaudvar).
Mussolini fasiszta időszakában a Novecento Italiano volt jellemző, amely elutasította az avantgárd témákat, és inkább a múlt művészetének felelevenítését tűzte ki célul. Legjelentősebb tagjai az építészet területén Gio Ponti, Pietro Aschieri és Giovanni Muzio voltak.
A második világháború utáni építészeti időszakot különféle tehetségek uralták (Luigi Moretti, Carlo Scarpa, Franco Albini, Gio Ponti, Tomaso Buzzi és mások), de hiányzott az egységes irányvonal.  
Pier Luigi Nervi (1891-1979) merész vasbeton szerkezeteivel nemzetközi hírnévre tett szert, és példakép volt Riccardo Morandinak és Sergio Musmecinek.
A brutalizmus befolyása a milánói Torre Velasca, Giuseppe Perugini, Francesco Perugini és Berarducci Giuseppe építészeknél látható.
Az 1970-es évek posztmodernizmusának kulcsfigurája Vittorio Gregotti. 
1979-ben Aldo Rossi megalkotta a „Teatro del Mondót” (A Világ Színháza)  Ő az első olasz, aki elnyerte a Pritzker-díjat, kétségtelenül a modern generáció legbefolyásosabb olasz építészei közé tartozott.

### Kortárs építészet
Ma Olaszország a világ élvonalában jár a fenntartható és környezettudatos tervezésben olyan építészekkel, mint Renzo Piano és Carlo Mollino.

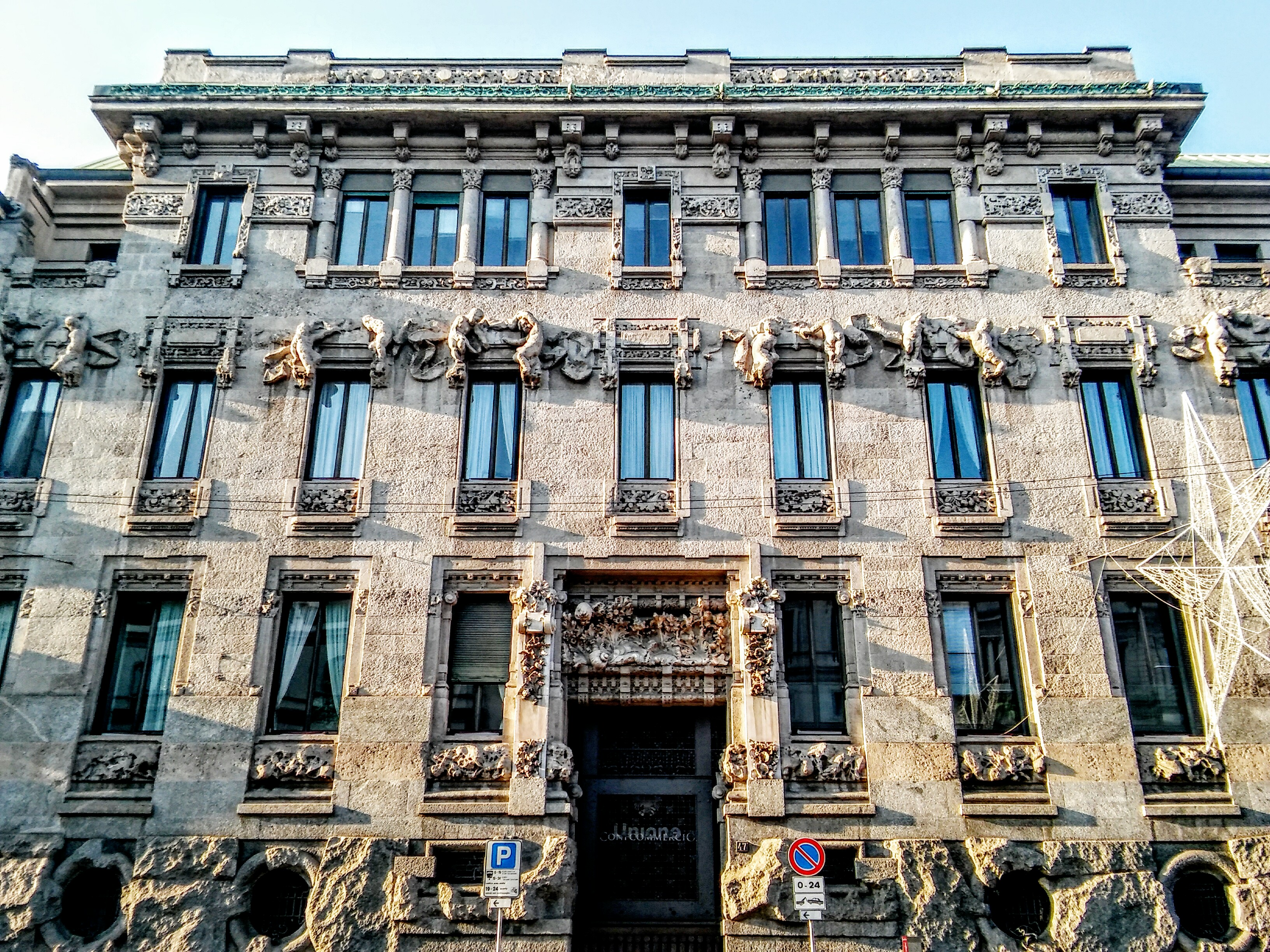
Palazzo Castiglioni (Milánó), példa a Liberty stílusra
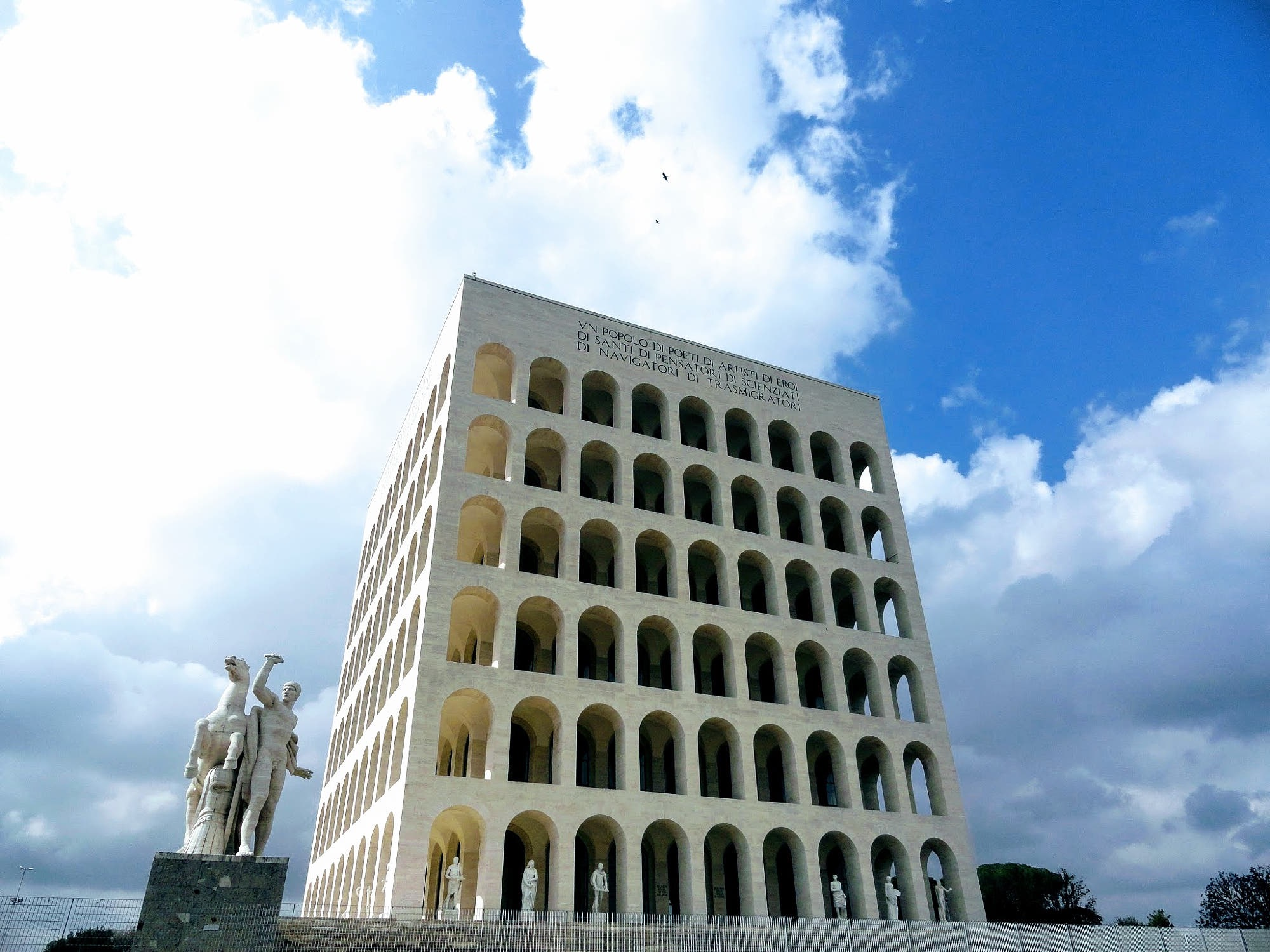
Palazzo della Civiltà Italiana (Róma), az olasz fasizmus időszakából
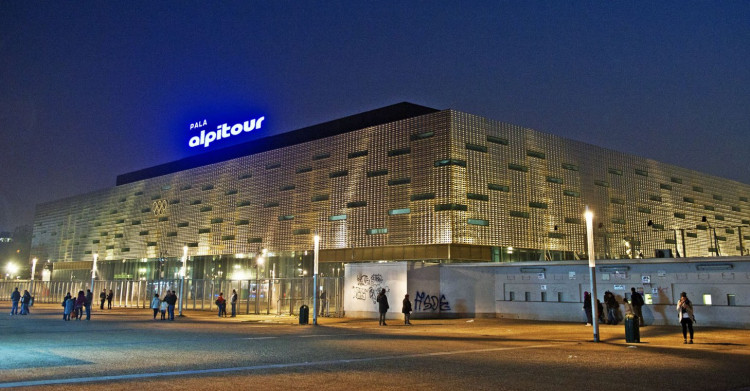
Palasport Olimpico (Torino)
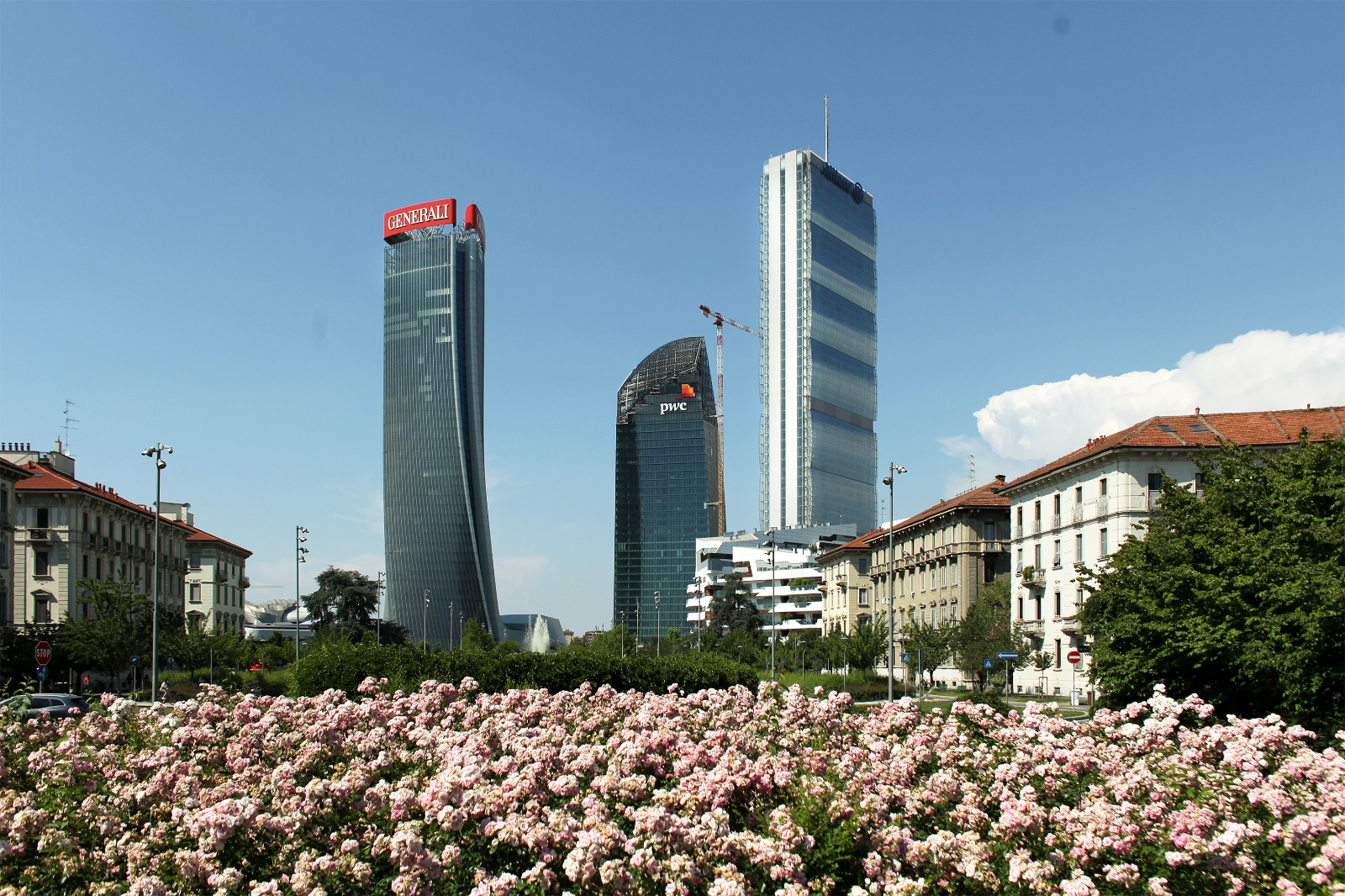
Milánói felhőkarcolók

## Fordítás
- Ez a szócikk részben vagy egészben  az   Italian architecture című angol Wikipédia-szócikk fordításán alapul.  Az eredeti cikk szerkesztőit annak laptörténete sorolja fel. Ez a jelzés csupán a megfogalmazás eredetét és a szerzői jogokat jelzi, nem szolgál a cikkben szereplő információk forrásmegjelöléseként.